# Église Saint-Julien-le-Pauvre de Paris
Pour les articles homonymes, voir Église Saint-Julien.
L’église Saint-Julien-le-Pauvre est une église médiévale située rive gauche de la Seine à Paris dans le Quartier latin, rue Saint-Julien-le-Pauvre dans le square René-Viviani. Depuis la fin du XIXe siècle, elle est confiée à l'Église grecque-melkite-catholique et est donc affectée au rite byzantin.

## Histoire

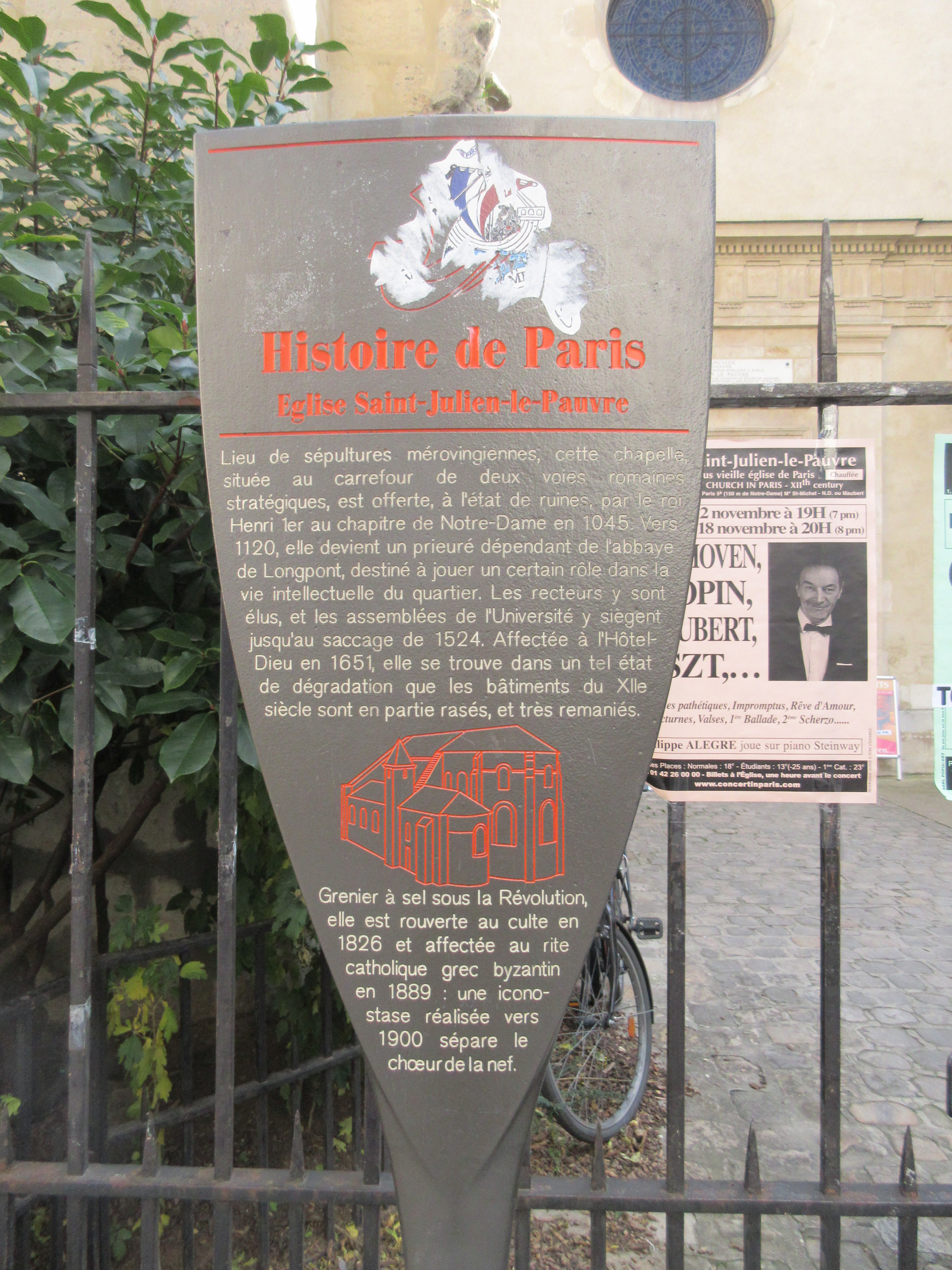
Panneau Histoire de Paris.

Son nom fait référence à saint Julien l'Hospitalier, car un hospice accueillant les pèlerins et pauvres voyageurs était associé à l'église au Moyen Âge. Il n'est toutefois pas de certitude quant à savoir quel saint fut le premier patron de l'église, car c'est l'une des plus anciennes de Paris, et ses origines remontent au moins au début du VIe siècle. Saint Julien du Mans et saint Julien de Brioude sont également considérés comme patrons de l'église.
La basilique primitive est détruite par les Vikings en 886. Une seconde église est construite, elle est donnée au prieuré clunisien de Longpont-sur-Orge vers 1125. Les moines de Longpont réparent l'église, établissent un prieuré et font construire une église neuve à partir de 1160 qui correspond à l'église actuelle. 
Malgré ses dimensions modestes, son chœur est une œuvre de qualité, dont la sculpture est inspirée de la cathédrale Notre-Dame, et exécutée sans doute par les mêmes artistes. Le prieuré est longtemps prospère, et l'église accueille des cours de l'Université de Paris ainsi que les élections et assemblées générales jusqu'en 1525, puis de nouveau jusqu'au début du XVIIe siècle. À cette époque, le prieuré tombe en décadence et l'église se délabre. Malgré une tentative de redressement et la construction d'une nouvelle façade en 1651, le prieuré de Longpont se résout de céder église et prieuré à l'Hôtel-Dieu de Paris, deux ans plus tard. Le prieuré cesse d'exister, et l'église devient une chapelle de l'Hôtel-Dieu. La Révolution française apporte sa transformation en entrepôt, situation qui perdure jusqu'en 1826. Puis Saint-Julien-le-Pauvre devient à nouveau une chapelle de l'hôpital, avec une vie spirituelle bien limitée, avant de fermer en 1873. Entre-temps, en 1846, elle est classée aux monuments historiques.
Les démarches du père Alexis Kateb pour une paroisse grecque-melkite-catholique à Paris aboutissent en 1889 avec la mise à disposition de cette église. Dès lors, les catholiques d'Orient ont leur propre lieu de culte dans la capitale. L'église demeure le centre de vie de la paroisse grecque-melkite-catholique de Paris.

### Les origines et le vocable

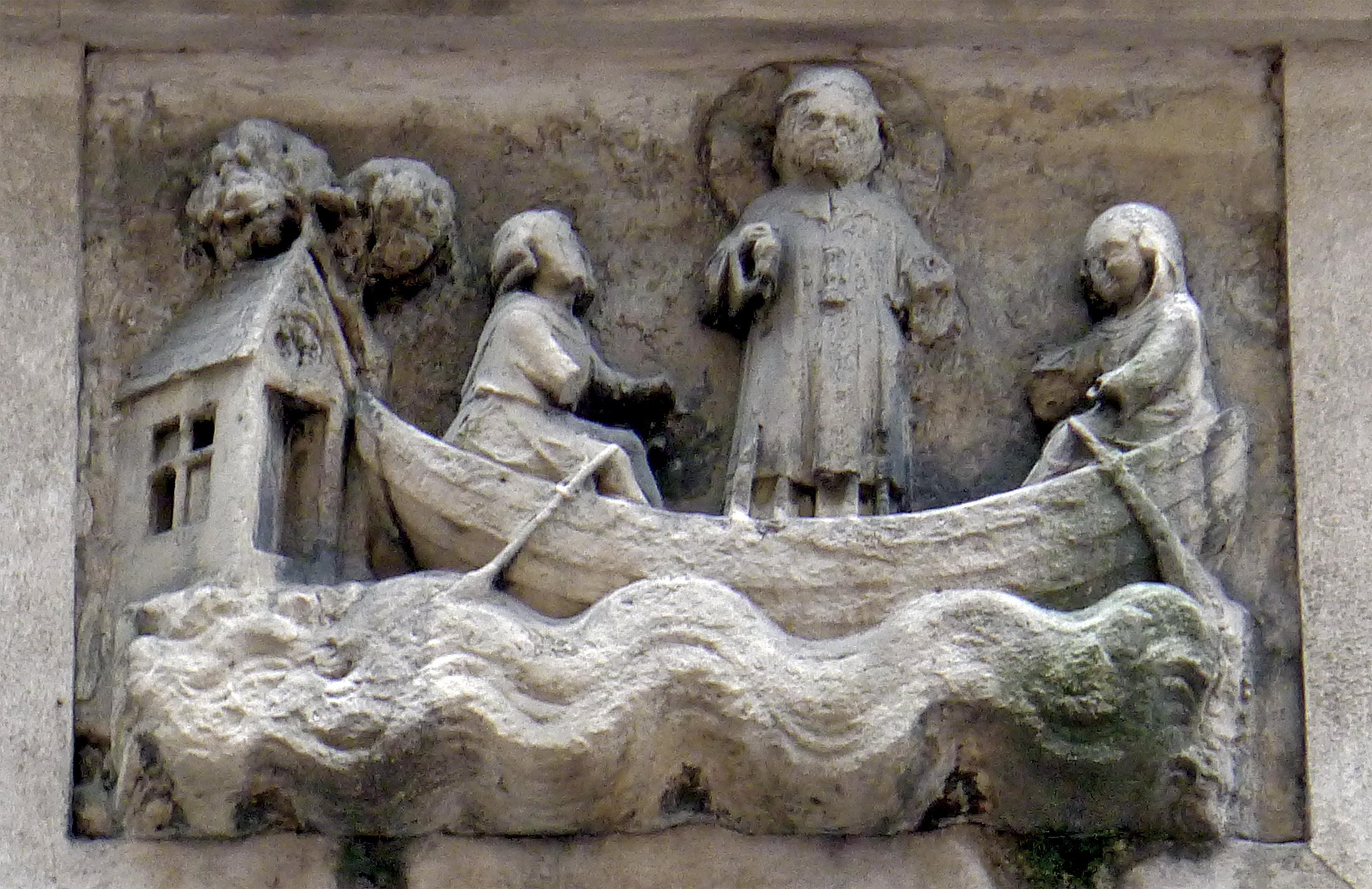
Bas-relief représentant la légende de saint Julien, 42 rue Galande.

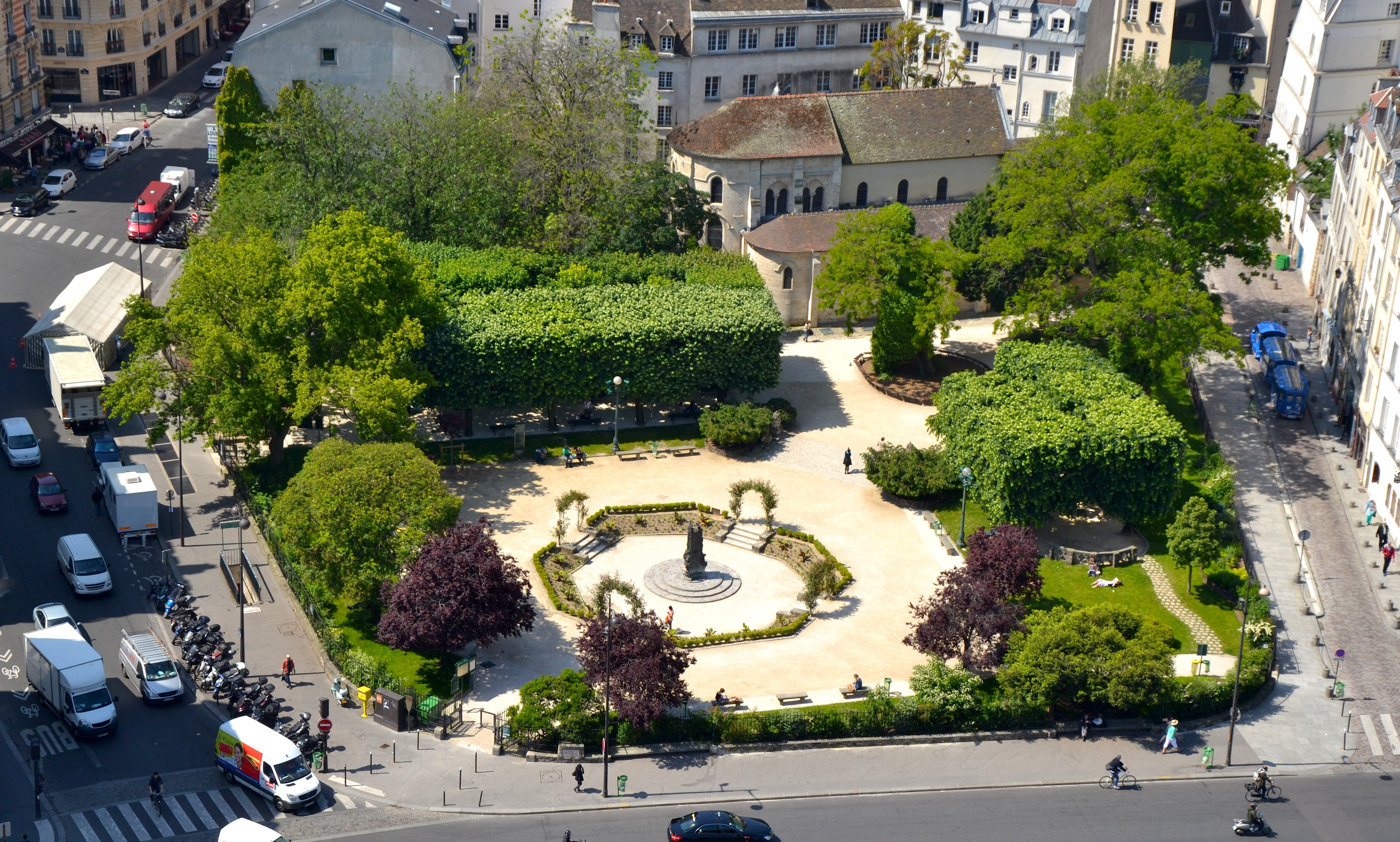
L'église avec le square René-Viviani.

Sa construction est lancée en même temps que le chantier de Notre-Dame, mais c’est Saint-Julien qui est achevée en premier. Parmi les églises actuellement affectées au culte dans la capitale, c’est Saint-Germain-des-Prés qui est la plus ancienne : son clocher et sa nef datent d’autour de l’an mil. L’église Saint-Pierre de Montmartre est consacrée en 1147, et vient au deuxième rang. Le chœur de Saint-Martin-des-Champs date de la même période, mais cette église est désaffectée depuis la Révolution française. Saint-Julien-le-Pauvre vient donc au troisième rang.
Vu l’ancienneté de la fondation, ses circonstances ne sont plus connues et l’on ignore sous la dédicace de quel saint l’église est initialement placée. Apparemment, un hospice pour les pèlerins et pauvres voyageurs est associé très tôt à l’église : Grégoire de Tours (539-594) le mentionne déjà, et y a passé la nuit. Cet indice ainsi que le motif d’un bas-relief de l’ancien portail, transféré ultérieurement sur la maison 42, rue Galande, parlent en faveur de saint Julien l'Hospitalier. Le bas-relief le représente dans une barque, accompagné de sa femme et d’un pauvre voyageur, à qui il fait traverser le fleuve, l’hospice étant représenté en arrière-plan. Julien l’Hospitalier avait fondé un hospice près d’un fleuve, et l’on trouve la même situation à Paris, ce qui explique le choix de Julien l’Hospitalier comme patron. Néanmoins, l’église possédait aussi les reliques de saint Julien de Brioude, martyrisé en 304; elles furent conservées à gauche du maître-autel. Pour des raisons aujourd’hui oubliées, saint Julien du Mans, dit également saint Julien le Confesseur ou le Pauvre, a également été évoqué comme patron de l’église, et il est mentionné conjointement avec Julien de Brioude dans un acte de donation d’Étienne de Vitry. Ainsi, l’on commença, pour ne faire tort à aucun des trois saints, de considérer l’église comme étant placée sous leur triple vocable. L’appellation de Saint-Julien-le-Pauvre ne se réfère en l'occurrence à aucun parmi eux en particulier : au Moyen Âge, l’on parlait de l’église Saint-Julien-le-Vieil; puis, avec la fondation de l'église Saint-Julien-des-Ménétriers (détruite à la Révolution), on choisit le qualificatif le Pauvre pour faire allusion à l’hospice, destiné à l’accueil des pauvres, et pauvre lui-même.

### Le Moyen Âge

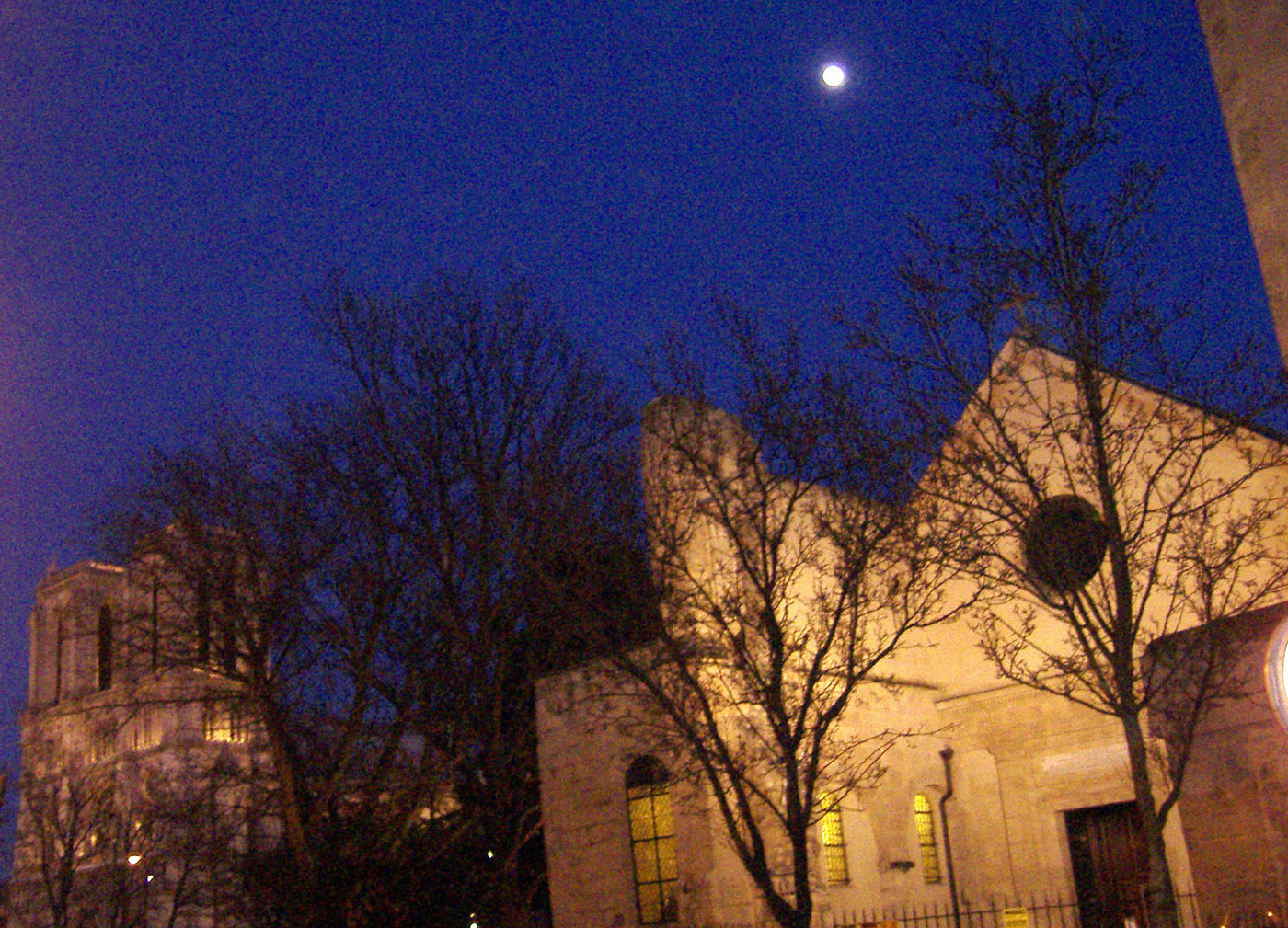
Vue nocturne ; au fond, Notre-Dame.

En 886, les Normands saccagent l’église au cours de leur siège de Paris (885-887). Ses biens sont dès lors usurpés par des seigneurs laïcs.
Une charte du roi Henri Ier en ordonne en 1045 la restitution en ruine à l’évêque de Paris via son chapître de Notre-Dame, mais pose la condition qu’un clerc nommé Giraud aura la jouissance des revenus. Habituellement, les bénéfices d’une cure ne peuvent pas être cédés à des particuliers, mais seulement à des établissements religieux : peut-être est-ce l’indice de l’assimilation de l’église Saint-Julien-le-Pauvre à un prieuré, dont l’existence peut être également déduit du fait de l’existence de l’hospice, qui a besoin de moines ou religieuses pour fonctionner. En tout cas, l’église tombe en commende, et au début XIIe siècle, son bénéfice est partagé par le chevalier Étienne de Vitry et Hugues de Monteler. Le premier rentre de Croisade, et en exécution d’un vœu fait après la guérison d’une longue maladie, lui et sa femme donnent leur part de l’église au prieuré clunisien de Longpont-sur-Orge. En 1125, l'évêque Étienne de Senlis confirme cette donation. Presque en même temps, Hugues de Monteler se joint à cette démarche, et donne lui aussi sa part au prieuré de Longpont. Les moines de Longpont font réparer l’église, et y établissent un prieuré.
Vers 1160, les religieux de Longpont lancent la construction de l’église actuelle, qui est achevée vers 1170. À cette époque, la rue du Fouarre, qui passe près du chevet de l’église, est l’un des principaux lieux d’enseignement de l’Université de Paris. Les cours se tiennent en pleine rue, et les étudiants s’assoient sur de la paille, d’où le nom de la rue. L’on sait que Dante logeait rue du Fouarre en 1309, et allait souvent prier dans l’église Saint-Julien, de même que Pétrarque, à une époque où l'édifice religieux accueillait les assemblées générales de l'université de Paris, au cours desquels étaient élus ses dirigeants. L'église est située sur une des routes du pèlerinage de Saint-Jacques-de-Compostelle. Le prieuré héberge alors un grand nombre de moines, jusqu’à cinquante. Le recteur de l’Université s’adresse au prieuré pour obtenir l’autorisation de tenir une partie des cours dans l’église, car elle manque de locaux. Certes il y a un grand nombre de collèges dans le quartier, mais ce sont des maisons d’hôtes hébergeant les étudiants. Ainsi, les classes d’Humanité et de Philosophie sont transférés dans l’église Saint-Julien-le-Pauvre. Elle devient également le siège des assemblées générales de l’Université. Tous les trois mois, les délégués qui doivent nommer le recteur y sont élus. C'est aussi dans son enceinte que chaque année le recteur et les autres chanoines de chacune des quatre facultés des quatre nations tiennent leur chapitre. L'évènement donne lieu à des cérémonies grandioses où l'hermine le dispute à la pourpre. En vertu d’une ordonnance de Philippe le Bel, le prévôt de Paris y prête serment, tous les deux ans, de faire respecter, et d’observer lui-même, les privilèges des maîtres et élèves,.

### L'époque moderne jusqu'à la Révolution française

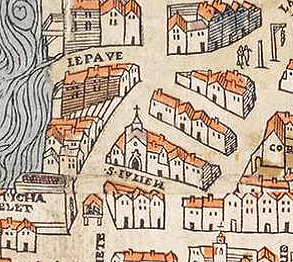
L'église Saint-Julien-le-Pauvre sur le plan de Truschet et Hoyau (1550).

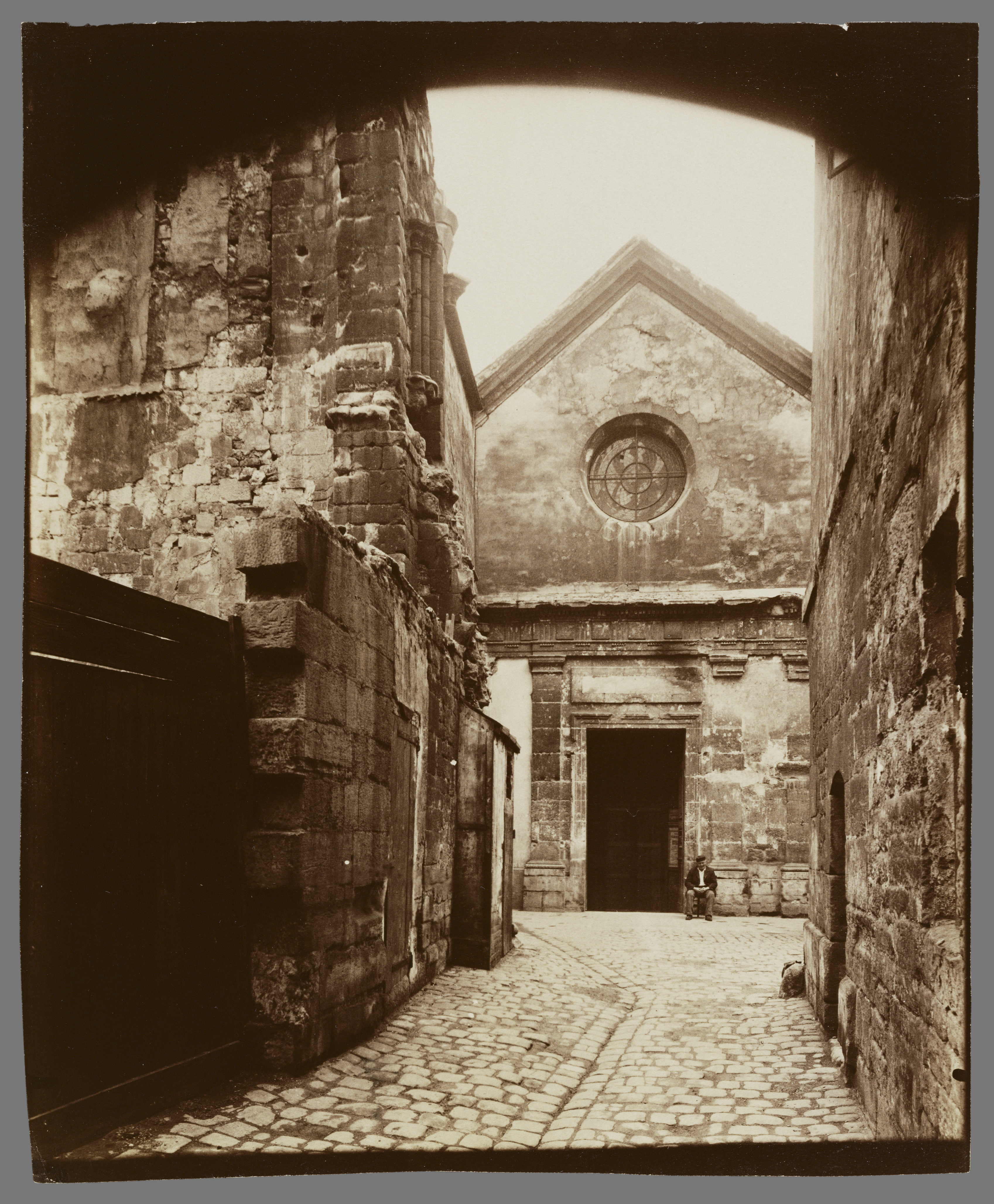
Vue de la façade de 1651 depuis la rue Saint-Julien-le-Pauvre.

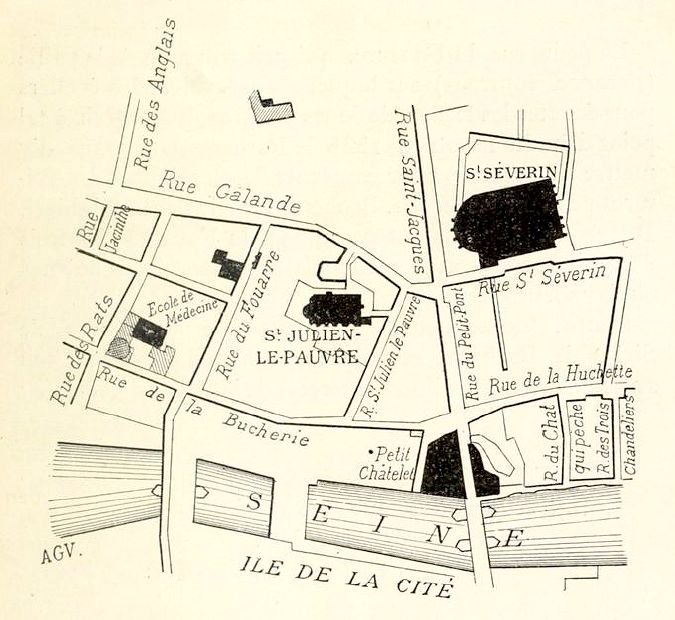
Plan de situation vers 1770.

En 1524, l’une des élections donne lieu à une émeute et l’église est vandalisée. Les portes sont enfoncées, et les fenêtres volent en éclats. Par un arrêté du 7 mars 1525, le Parlement de Paris ordonne que les assemblées doivent se réunir ailleurs, mais l’effet de cet arrêté n’est que temporaire. En vertu de la tradition, l’on apprend que le 5 août 1660, la faculté des Arts tient son assemblée à l’église Saint-Julien-le-Pauvre, « selon sa coutume ». Par ailleurs, l’église est également le siège des corporations des couvreurs, des fondeurs et des marchands. Il y existe également une confrérie Notre-Dame des Vertus. 
En 1562, sous la première guerre de religion, les troupes de Louis Ier de Bourbon-Condé saccagèrent le sud du diocèse de Paris, profanent les églises et brisent les statues. Les moines de Longpont obtiennent l'autorisation de s'installer à Paris, dans leur prieuré Saint-Julien-le-Pauvre. À cette occasion, ils entreprennent sa restauration. Mais après leur retour vers Longpont, la prospérité du prieuré parisien prend fin : le centre de l’Université se déplace vers la montagne Sainte-Geneviève, et les immeubles appartenant au prieuré ne peuvent plus être si facilement loués. Plusieurs deviennent vacants et tombent en ruines. Le prieuré est ainsi privé d’une partie de ses ressources. 
Vers 1612, un prieur nommé E. Thiboust de Berry est installé, alors qu’il n’est encore qu’un enfant. Son inexpérience, puis sa mauvaise gestion, précipitent la ruine du prieuré. Pour cette raison, Thiboust est destitué vers 1630, et remplacé par Pierre Méliand. Celui-ci s’adresse au procureur du Roi pour que son prédécesseur rembourse la moitié des revenus qu’il a touchés, afin que la somme serve à réparer l’église. En 1635, la cour des requêtes prononce une sentence à son encontre, et le condamne à rembourser la somme de 16 500 livres. Il semble que Thiboust ne verse qu’une partie de la somme. L’église commence à tomber en ruines : le portail et le toit de la nef ont chuté, et le lambris qui recouvre intérieurement la nef et les bas-côtés commencent également à tomber. Des experts établissent leurs rapports, et il est décidé de raccourcir l’église de deux travées, et d’employer les matériaux récupérés pour bâtir une sacristie et faire une nouvelle façade. Ces travaux sont effectués par le maître-maçon Berrnad Roche en 1651, et coûtent la somme de 200 000 livres tournois. Il s’est formé par la suite la légende que la perte de l’ancienne façade serait imputable à un incendie, mais aucun document ne le confirme,.
En ce milieu du XVIIe siècle, l'Hôtel-Dieu, jusque-là cantonné sur l'île de la Cité, cherche à s'agrandir et vise la rive gauche de la Seine. Dans ce but, il achète toutes les maisons comprises entre la rivière et la rue de la Bûcherie, qui à l'époque n'est pas encore coupée en deux sections par le square René-Viviani - Montebello. Au sud de la rue, commençait l'enceinte de Saint-Julien, qui était un îlot de trente-huit maisons appartenant au prieuré, sur l'emplacement de l'actuel jardin public et au-delà, jusqu'à la rue Galande. L'église était en effet complètement enclavée dans ces maisons, et accessible uniquement par deux étroits passages, l'une depuis la rue Garlande, au sud, et l'autre, depuis la rue Saint-Julien-le-Pauvre, dont le parcours n'a pas évolué depuis. 
Le 5 février 1651, le cardinal Jules Mazarin informe les administrateurs de l'hôtel-Dieu qu'il met à leur disposition une somme de 40 000 livres, et propose au prieur Pierre Méliand une rente viagère de 2 500 livres, à prendre sur l'abbaye aux Dames de Caen, afin de permettre la réunion du prieuré Saint-Julien à l'Hôtel-Dieu. Les négociations qui commencent alors avec le prieuré de Longpont sont coordonnées par Jean-Baptiste Colbert, qui habite une rue voisine, la rue des Rats. Le traité final est signé le 30 avril 1653, et stipule l'extinction du prieuré. Tous ses biens vont à l'Hôtel-Dieu, qui s'engage à les employer pour construire un hôpital pour les convalescents, qui s’appellera hôpital Saint-Julien-le-Pauvre. L'Hôtel-Dieu assume également toutes les charges du prieuré, et promet de continuer à célébrer à perpétuité le service divin dans l'église, et d'honorer toutes les messes de fondation. 
La réunion du prieuré à l'hôtel-Dieu est confirmée par une bulle pontificale du 23 mars 1659, mais les lettres-patentes du roi se font attendre jusqu'au 2 août 1697. Le service de l'église est confié à un chapelain dépendant de la paroisse Saint-Séverin. Les corporations et la confrérie Notre-Dame des Vertus peuvent maintenir leurs célébrations habituelles dans l'église Saint-Julien. Les finances de l'Hôtel-Dieu ne sont pas bonnes, et l'église ne possède quasiment plus de mobilier de valeur, comme le révèle un état des lieux de 1705. Certaines maisons sont démolies et remplacées par des maisons neuves ; d'autres sont vendues pour renflouer les caisses. La Révolution française ne met pas un terme à l'existence de l'Hôtel-Dieu, mais ses biens passent dans le domaine de l'état, le service n'est temporairement plus assuré par les religieuses Augustines, et le nom change en maison de l'Humanité. Cependant, l'église est transformée en magasin à sel dès 1790.

### Depuis le début duXIXesiècle

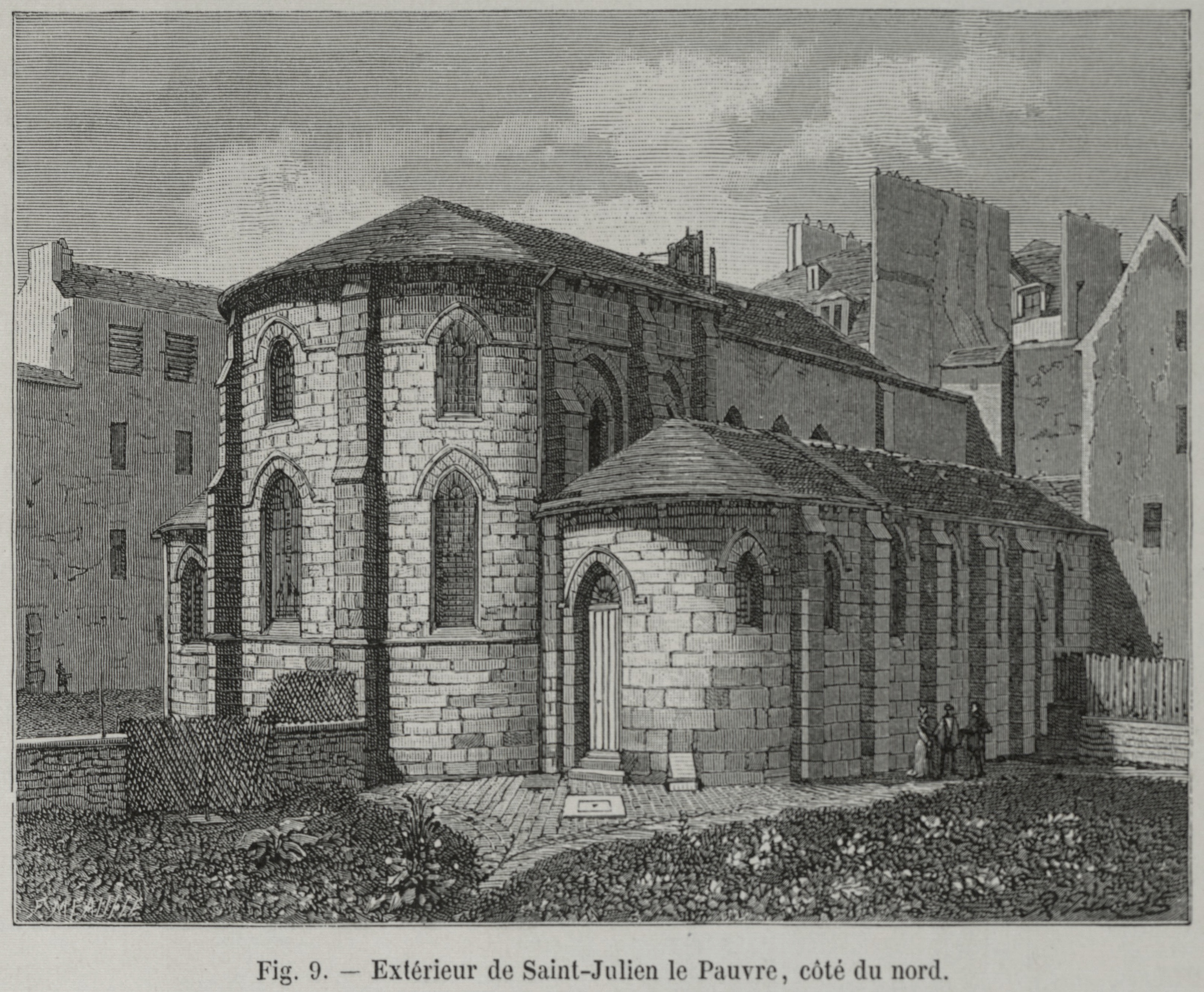
Vue depuis le nord-est (vers 1880).

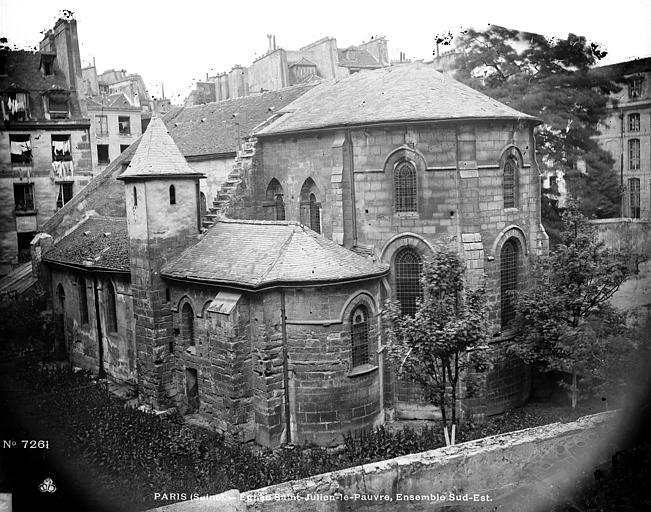
L'église vers 1880 (photographie de Jean-Eugène Durand).

Le rétablissement de la liberté du culte et le Concordat de 1801 n'ont pas d'incidence directe sur l'église Saint-Julien-le-Pauvre, qui continue de servir d'entrepôt. Un décret impérial de 1805 la restitue à l'Hôtel-Dieu pour la célébration des offices. Or, la réalité est tout autre, et l'Hôtel-Dieu la loue comme entrepôt de laine. Cette situation continue jusqu'au 20 octobre 1826, quand Mgr Hyacinthe-Louis de Quélen rend l'église définitivement au culte. Mais elle n'est toujours pas paroissiale, si elle l'a jamais été, et sert seulement de chapelle à l'Hôtel-Dieu. La vie spirituelle reste donc bien limitée, et l'on célèbre essentiellement les offices d'enterrement dans l'église, ainsi que de temps à autre, des baptêmes. Également, la plupart des sœurs hospitalières de l'Hôtel-Dieu, qui sont des Augustines comme avant la Révolution, font leurs vœux religieux devant l'autel de Saint-Julien-le-Pauvre, jusqu'en 1873. En cette année, l'église est une nouvelle fois désaffectée. Elle a néanmoins été classée aux monuments historiques par liste de 1846, ce qui la préserve de la démolition. Au bout d'une longue période d'abandon, l'on envisage d'en faire une dépendance du musée Carnavalet qui est à l'étroit dans ses locaux, et plus concrètement, un musée lapidaire du vieux Paris. 
Le jeune père Alexis Kateb développe, pendant les années 1880, un projet visant à ramener l'édifice à sa vocation initiale. Les catholiques du Levant sont dispersés dans la ville, sans paroisse ni lieu de culte, et n'ont même pas de structure leur permettant de se rapprocher et de créer des liens de solidarité. Le père Kateb entreprend des démarches auprès du gouvernement et de l'Assistance publique et mène de délicates négociations. Son action est remarquée par le cardinal Richard de La Vergne, archevêque de Paris qui lui accorde les soutiens nécessaires. En 1889, l'église est confiée à la communauté grecque-melkite-catholique de Paris qui fonde, pour la première fois dans la capitale, sa propre paroisse. Les messes sont célébrées selon le rite de saint Jean Chrysostome, et comme le formule Émile Lambin, l'on s'y croirait volontiers au temps de ce père de l'Église grecque, et « on respire dans le sanctuaire gothique comme un parfum des premiers siècles »,. Une iconostase réalisation de l'ébéniste de Damas Girgi Bitar sépare l'avant-chœur de l'abside; il vient lui-même l'installer, elle est inaugurée le 30 avril 1891. Armand Le Brun explique l'importance de l'église pour les paroissiens : « Ils vont y retrouver, avec les cérémonies de leur culte traditionnel, un appui, des consolations, un centre, un foyer national où ils pourront prier dans leur langue et s'entendre pour se prêter une assistance réciproque. C'est surtout loin des siens que l'homme a besoin de voir des figures amies et de se retremper dans les souvenirs de sa patrie absente ».
Le 14 avril 1921, les principaux protagonistes du mouvement Dada parisien organisent vers cette église une excursion. Ils la choisissent parce qu'à cette époque elle est inconnue et déserte et parce qu'elle n'avait aucune raison d'exister, selon eux, ces qualités étant en adéquation avec leur mouvement.

## Recteurs et curés de la paroisse depuis 1888
- 1888-1892 : l’archimandrite Alexis Kateb
- 1892-1899 : l’archimandrite Ignace Homsy
- 1899-1903 : l’archimandrite Joseph Cadi
- 1904-1933 : l’archimandrite Arsène Attié
- 1934-1946 : l’archimandrite John Chiniara
- 1947-1948 : l’archimandrite Elie Skaff
- 1948-1950 : l’archimandrite Oreste Karamé
- 1950-1990 : l’archimandrite puis exarque Joseph Nasrallah
- 1990-2000 : l’archimandrite Paul Abdou
- 2001-2001 : l’archimandrite Fayez Freijat (B.S. Ordre basilien salvatorien)
- 2001-2011 : l’exarque Nicolas Antiba (en) (B.A. Ordre basilien alépin)
- 2011-2020 : l'archimandrite et exarque Charbel Maalouf (B.C. Ordre basilien choueirite)
- Depuis 2020 : l'archimandrite Nadim Haddad[15].

## Description

### Aperçu général
L'église est aujourd'hui entourée par le square René-Viviani - Montebello, un petit jardin public de la ville de Paris, qui occupe l'ancien enclos prieural, une portion de la rue de la Bûcherie qui a été supprimée entre la rue Saint-Julien-le-Pauvre et la rue Lagrange, et l'espace compris entre cette rue disparue et la Seine, où s'élevait une annexe de l'Hôtel-Dieu démoli en 1908. Un petit parvis donnant sur la rue Saint-Julien-le-Pauvre précède la façade occidentale. Ici, les faces arrière de quelques maisons de la rue Galande s'approchent de l'église, côté sud ; sinon, elle est entièrement dégagée d'autres constructions. L'axe de l'édifice est dévié de 30° environ vers le nord-ouest du côté de la façade occidentale : il n'est donc pas régulièrement orienté. La cathédrale Notre-Dame est orientée pareillement, et l'on suppose qu'il s'agit d'une orientation vers le levant d'hiver. 
L'église répond à un plan simple et largement symétrique, à l'exception du supposé moignon du clocher, qui a été aménagé comme sacristie et se situe à gauche de la façade, devant le bas-côté nord. Le mur occidental du clocher marque la ligne de l'ancienne façade démolie en 1651, et l'on y voit toujours l'imposte sculptée à gauche de l'ancien portail, et des colonnettes à chapiteaux qui flanquaient une fenêtre. Initialement, la longueur dans-œuvre de l'église était de 28,08 m ; aujourd'hui, raccourcie de deux travées, elle n'est plus que de 21,78 m. La largeur est de 16,40 m au niveau de la nef et des bas-côtés. L'église se compose d'une nef de quatre travées accompagnée de deux bas-côtés ; d'un chœur de deux travées droites auxquelles s'ajoute une abside en hémicycle ; et de deux collatéraux du chœur, qui comportent également deux travées droites et se terminent par une absidiole en hémicycle. L'abside est séparée du reste de l'église par l'iconostase. La nef est recouverte d'une fausse voûte en berceau, et le reste de l'église est voûté d'ogives. L'accès s'effectue uniquement par le portail occidental, mais l'église possède d'autres portes, dont une dans la deuxième travée du bas-côté nord, vers le square.

### Intérieur

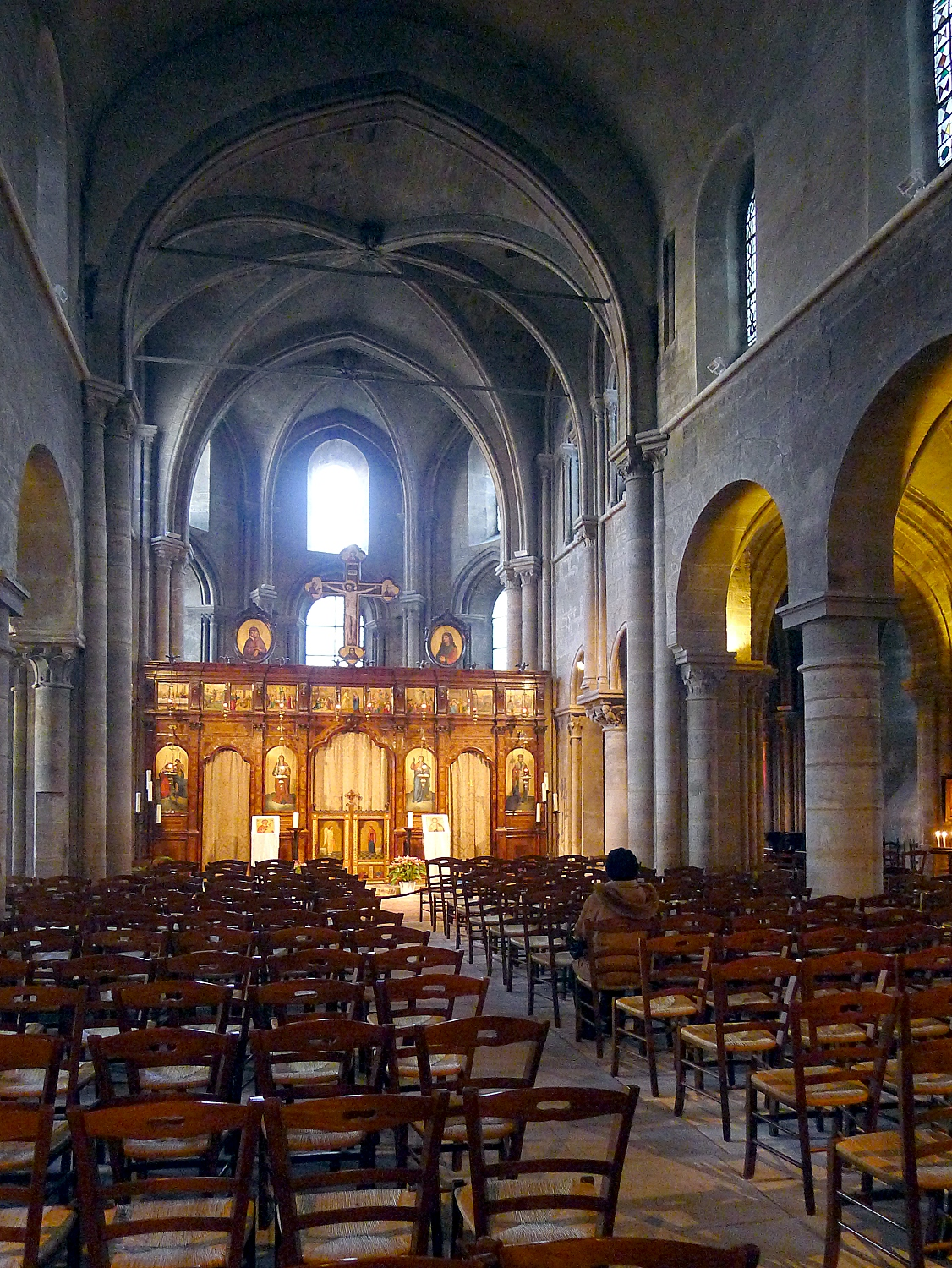
Vue générale intérieure.

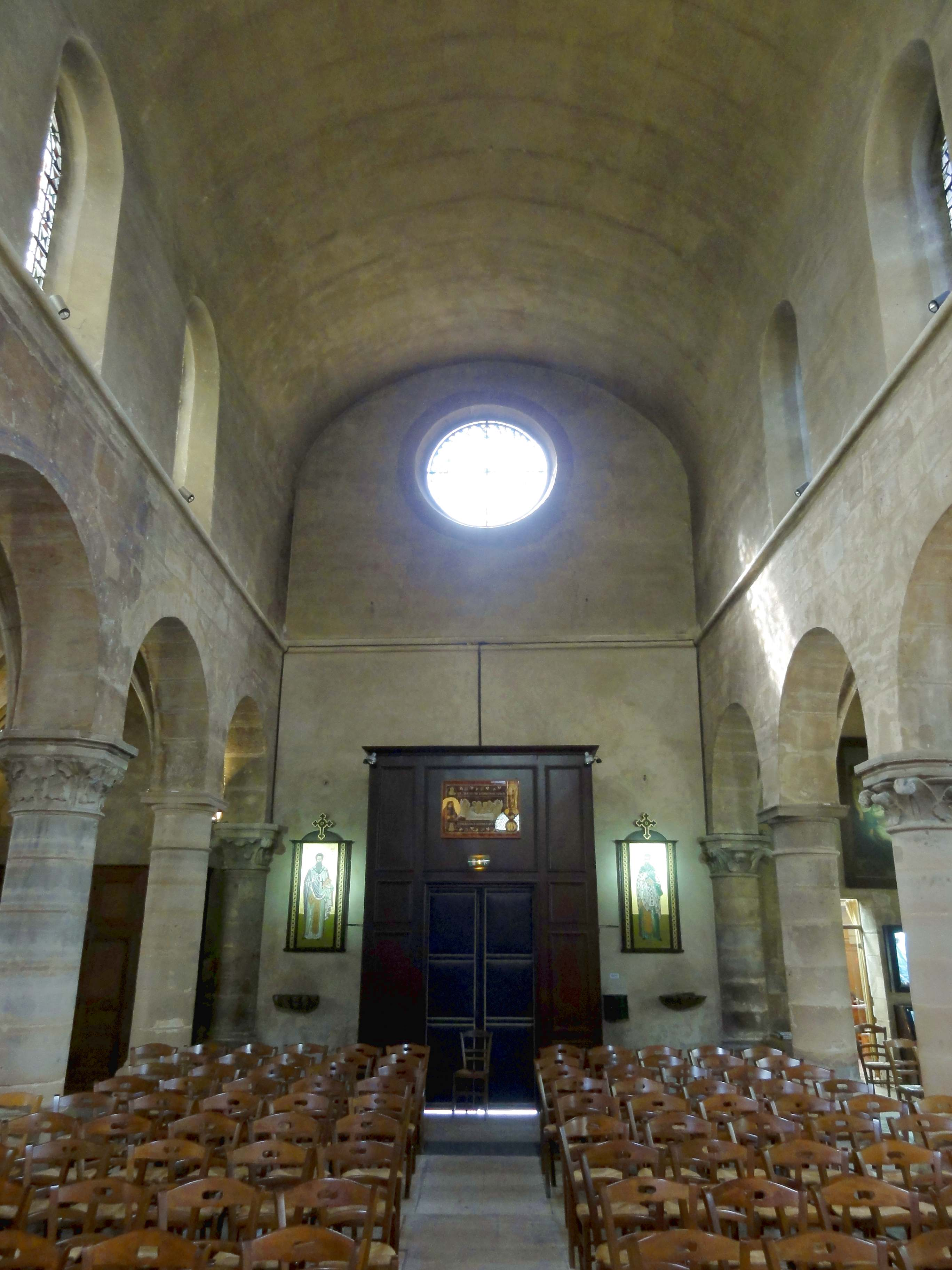
Nef, vue vers l'ouest.

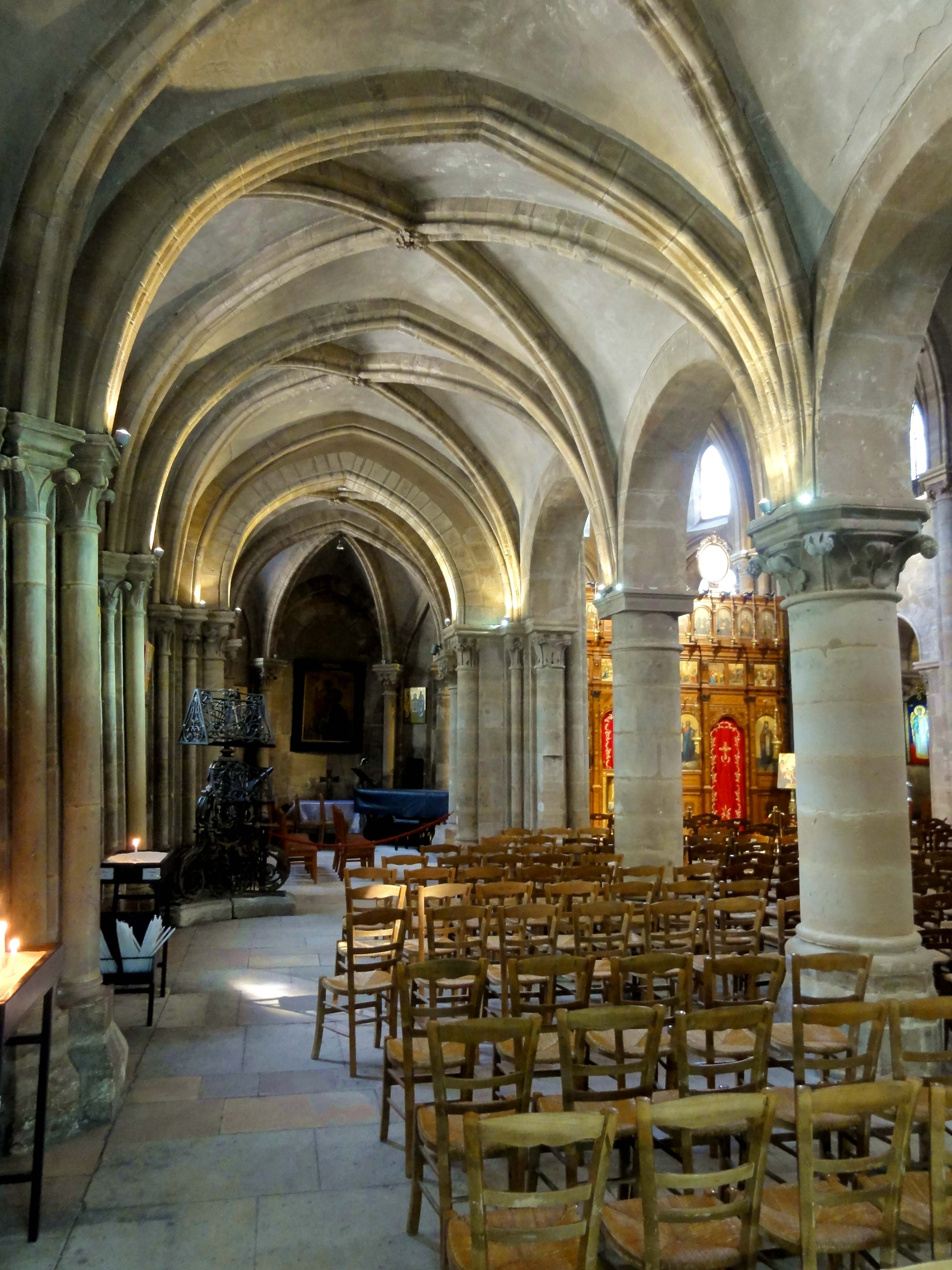
Bas-côté nord, vue vers l'est.

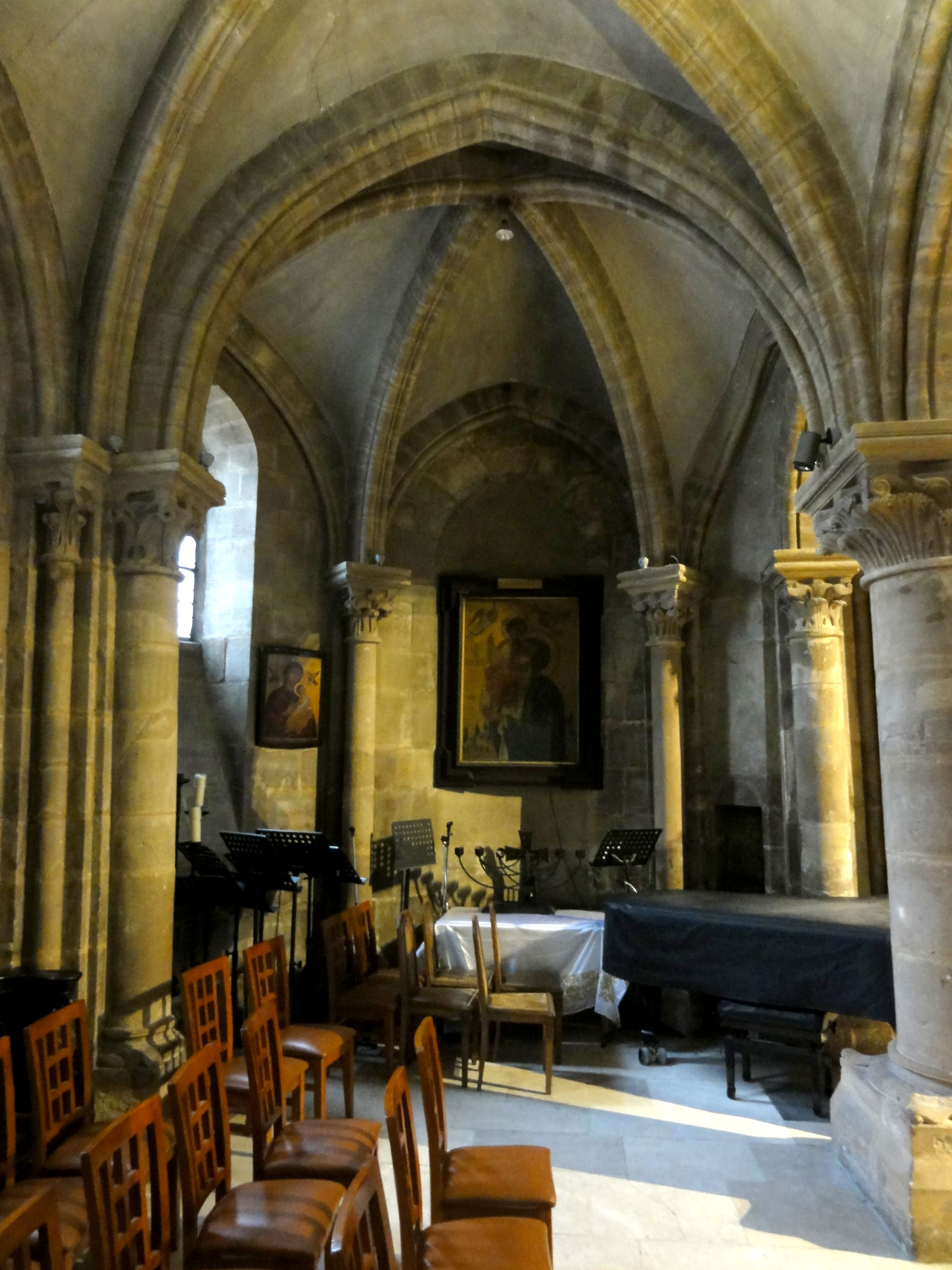
Chapelle nord, vue vers l'est.

#### Nef
La nef ne comporte plus aujourd'hui que quatre travées. Avec une longueur d'environ 12,60 m, elle est de dimensions modestes, comme les églises villageoises de moindre importance. Les réparations de 1651 ont modifié son aspect, et lui ont enlevé presque tout intérêt archéologique. Dans son état actuel, la nef est d'une grande banalité, et les rares détails architecturaux ne permettent plus une datation précise. Pour Armand Le Brun, elle serait romane et daterait du milieu du XIIe siècle ; pour les autres auteurs, elle serait contemporaine du chœur et daterait de la seconde moitie du siècle. 
La nef communique avec les bas-côtés par quatre grandes arcades en plein cintre, non moulurées, et dont il n'est pas certain qu'elles ne résultent pas, dans leur forme actuelle, de la réfection de 1651 : les arcades brisées sont, en effet, répandues dès la fin de la période romane, depuis les années 1130, et règnent dans le chœur. En même temps, les arcades bouchées au nord des deux travées supprimées sont également en plein cintre. Les arcades retombent au centre sur les tailloirs de gros chapiteaux de piliers monocylindriques isolés, appareillés en tambour. 
Le premier et le troisième pilier de chaque côté portent des chapiteaux toscans de 1651 ; le second pilier de chaque côté a reçu un chapiteau néogothique à crochets, qui date du XIIe siècle. Au début et à la fin, les arcades retombent sur les tailloirs de chapiteaux engagés plus petits, du même style, et datant apparemment d'origine. Les bases à griffes en feuilles d'eau recourbées semblent en partie authentiques. Au-dessus des grandes arcades, un bandeau horizontal scande les murs, et sert d'appui aux fenêtres hautes. Celles-ci sont en plein cintre et alignées sur les grandes arcades, mais il n'y a pas de fenêtre dans la première travée. 
Aucune des baies n'est décorée ou entourée de moulures. Il est possible qu'elles aient été repercées en 1651, et deux fenêtres ne datent en tout cas que du XXe siècle. La transition entre les murs latéraux et la voûte en berceau en bois plâtré est glissante, sans bandeau. La voûte date elle aussi de 1651, et doit remplacer une charpente apparente ou lambrissée. Un voûtement d'ogives n'a jamais été prévu dans la nef, ce qui n'est pas rare à la première période gothique, comme le montre, par exemple, la nef de Gonesse, autrement grande. Sinon, les tailloirs seraient plus grands, afin d'accueillir les faisceaux de colonnettes des hautes-voûtes. 
L'arc triomphal est en arc brisé et légèrement surhaussé, mouluré de deux baguettes séparées du méplat central par des cavets. Il retombe sur deux colonnettes engagées à chapiteaux, qui sont flanquées de colonnettes plus fines, dont les chapiteaux sont placés de biais afin de s'orienter vers les ogives. L'existence de ces colonnettes du côté de la nef témoigne du projet d'édifier une nef voûtée au moment que se construisait le chœur, dont l'arc triomphal fait partie,,.

#### Bas-côtés et chapelles latérales

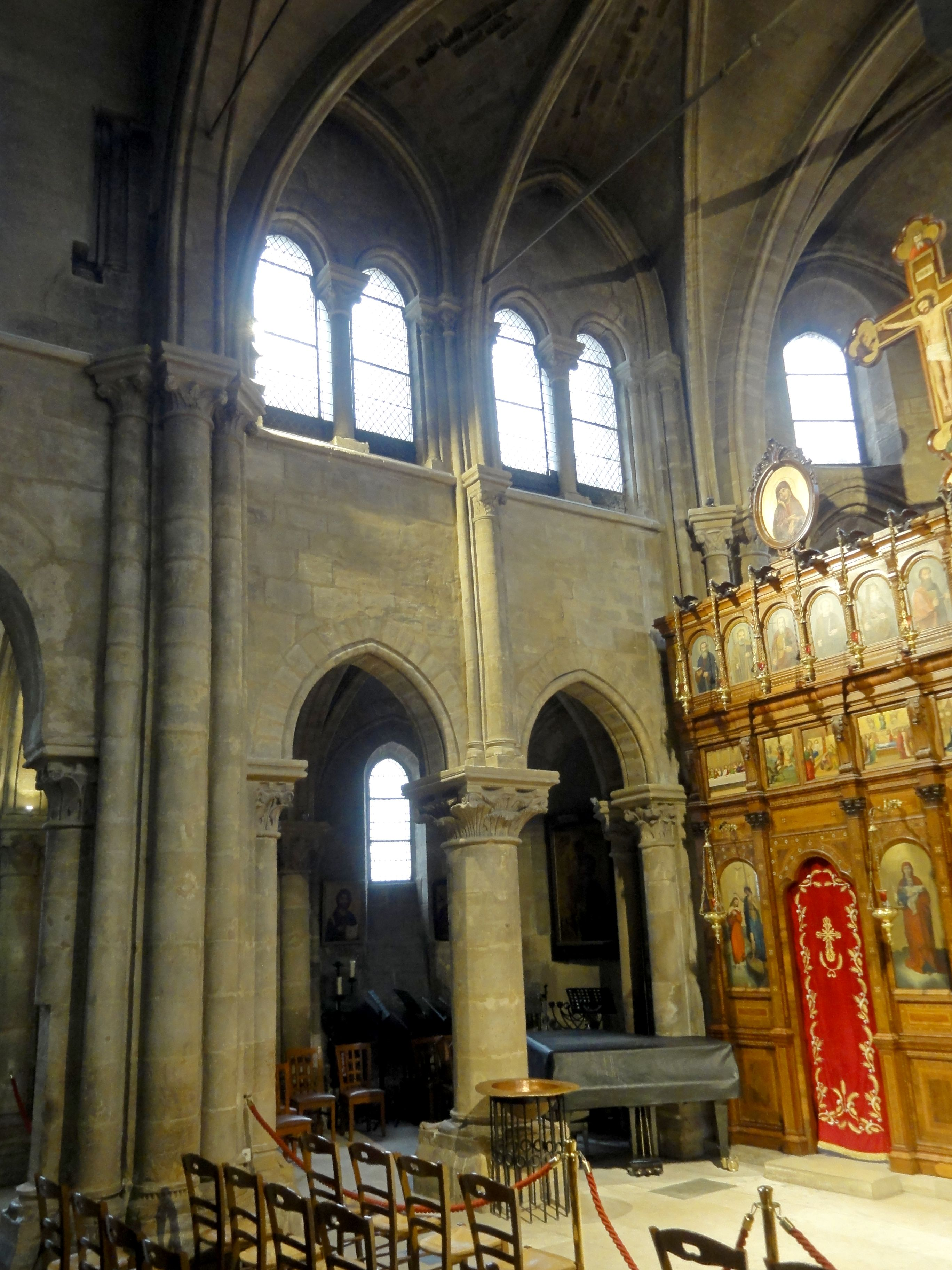
Chœur, élévation nord.

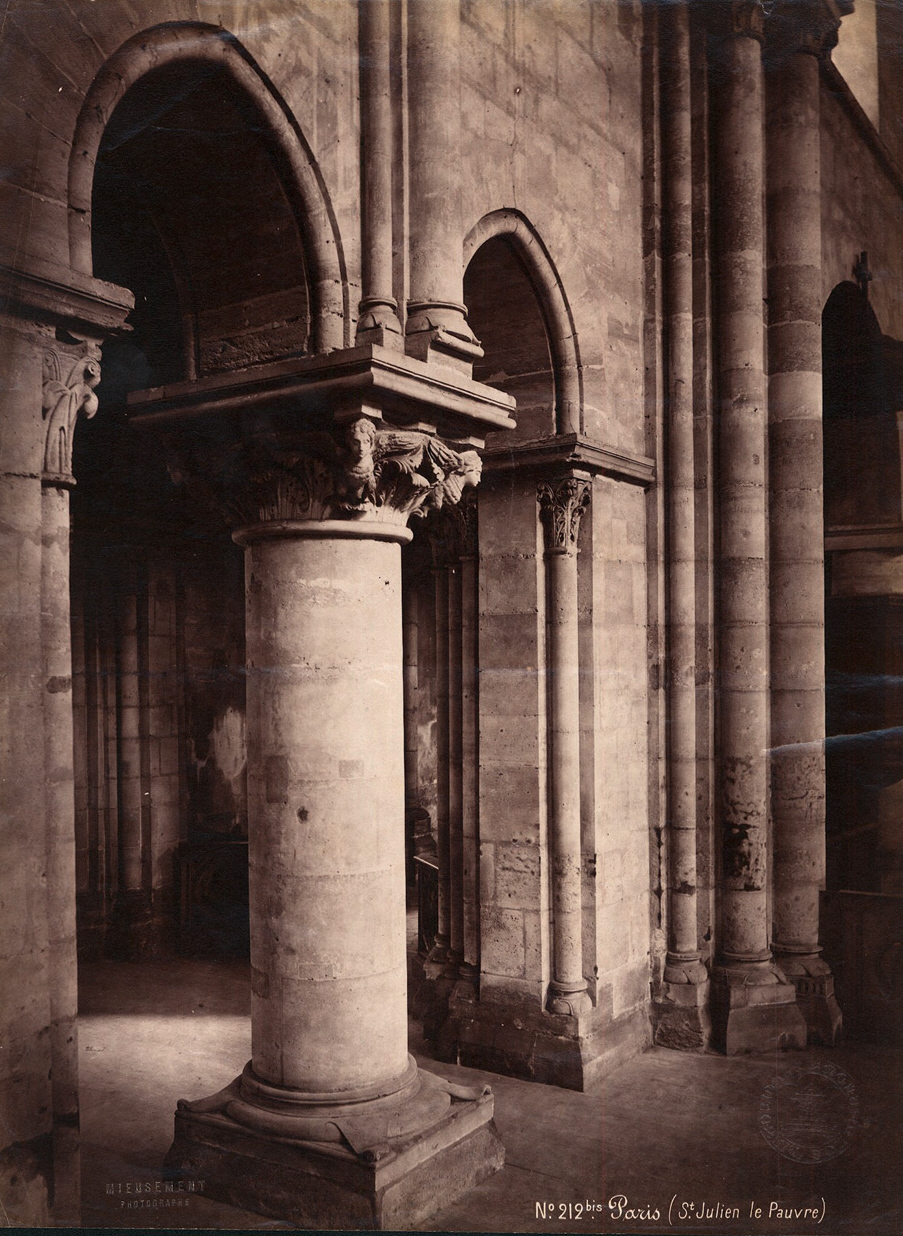
Grandes arcades du sud (photographie de Séraphin-Médéric Mieusement).

Contrairement à la nef, les bas-côtés ont très tôt été adaptés pour un voûtement d'ogives, et conservent encore leurs voûtes du troisième quart du XIIe siècle. L'architecture des bas-côtés est soignée. Les travées sont séparées par des arcs-doubleaux en arc brisé, qui sont au profil de deux tores séparés d'une gorge. Vers les piliers des grandes arcades, ils se fondent directement dans les piliers, car les tailloirs n'offrent pas une assiette suffisante pour les accueillir. Les ogives pénètrent donc également dans les piliers, ce qui ne devient courant qu'au dernier tiers du XVe siècle, à la période flamboyante. Apparemment, le voûtement des bas-côtés n'a donc été décidé qu'après la construction des grandes arcades. 
Vers le mur extérieur du nord, les doubleaux retombent sur une colonnette à chapiteau adossée à un pilier engagé de section carrée ; au sud, les colonnettes sont engagées elles-mêmes dans les piliers. Des colonnettes à chapiteaux sont logées dans les angles rentrants entre les piliers et le mur, et reçoivent à la fois les ogives et formerets. Les chapiteaux sont plantés de biais, comme il a déjà été observé pour les colonnettes sans emploi près de l'arc triomphal. Les ogives sont au profil d'une arête ou d'un filet entre deux tores, et suivent une courbe en plein cintre, alors que les arcs d'inscription (les doubleaux et formerets) sont brisés. Les clés de voûte sont de petites rosaces. 
Restent à mentionner les arcades vers les collatéraux du chœur, qui retombent sur des chapiteaux des mêmes dimensions que les grandes arcades de la nef, au début et à la fin. Elles sont moulurées de la même façon que l'arc triomphal, et curieusement désaxées vers l'extérieur par rapport à l'axe longitudinal des bas-côtés, sans doute en raison de l'épaisseur des piliers supportant l'arc triomphal. Un formeret existe au-dessus de ces arcades, chaque travée étant éclairée par une lancette unique en arc brisé, non décorée.
Les collatéraux ou chapelles latérales du chœur ne présentent pas de différences significatives avec les bas-côtés de la nef. L'examen extérieur confirmera cette homogénéité, qui a comme principale exception la taille des fenêtres : celles des chapelles latérales du chœur sont plus petites. La particularités des chapelles latérales résident dans les absidioles qui les terminent. 
Au nord, la chapelle est moins profonde, et la seconde travée et l'absidiole sont réunies sous une seule voûte à seulement quatre branches d'ogives, alors que le chevet à trois pans laisserait supposer six branches. Les deux branches orientales retombent sur des colonnettes placées de part et d'autre du pan central du chevet. Ici, la fenêtre est bouchée. Le pan nord-est est percé d'une fenêtre, et ne forme qu'un avec le mur latéral nord, ce qui explique qu'il n'y a pas besoin d'une colonnette supplémentaire. Le pan sud-est est extrêmement étroit et ne laisse de toute façon pas de place pour une colonnette supplémentaire : en effet, le pan central du chevet de l'absidiole n'est pas dans l'axe du vaisseau. Cette chapelle du nord est dédiée à saint Augustin. Elle a cependant perdu sa vocation et abrite les instruments des musiciens. 
Le collatéral sud du chœur possède une absidiole qui est séparée de la seconde travée par un arc-doubleau, ce qui rend cette chapelle plus profonde et plus sombre que son homologue du nord, d'autant plus qu'il n'y a pas davantage de fenêtres. Cette chapelle du sud est dédiée à la sainte Vierge Marie. Elle sert aujourd'hui de chapelle baptismale, et est fermée au public. L'icône et la statue en bois nature de la Vierge à l'Enfant devant lesquels se recueillent les fidèles ont trouvé leur place à la fin du bas-côté sud de la nef.

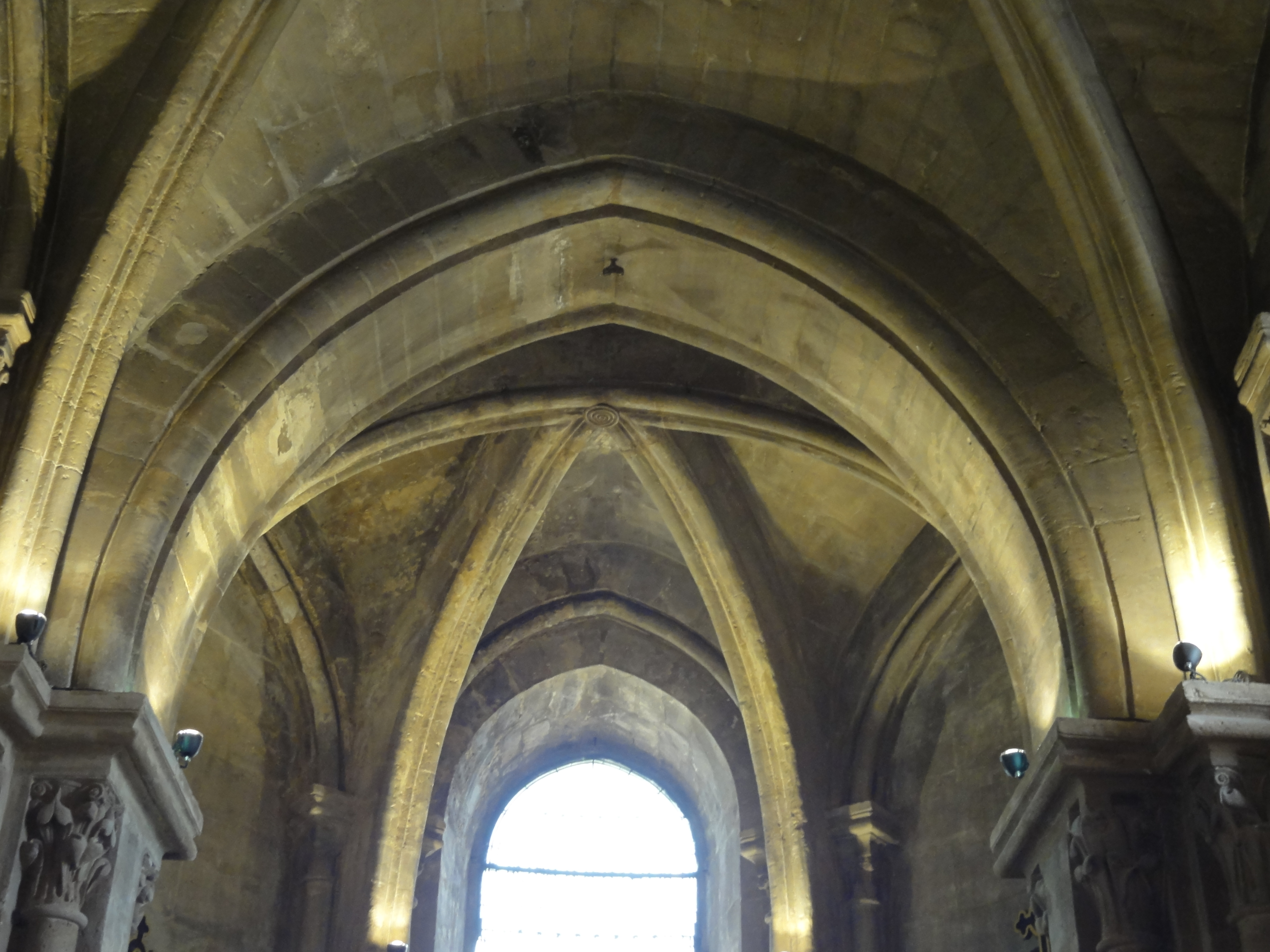
Voûte de la chapelle sud.
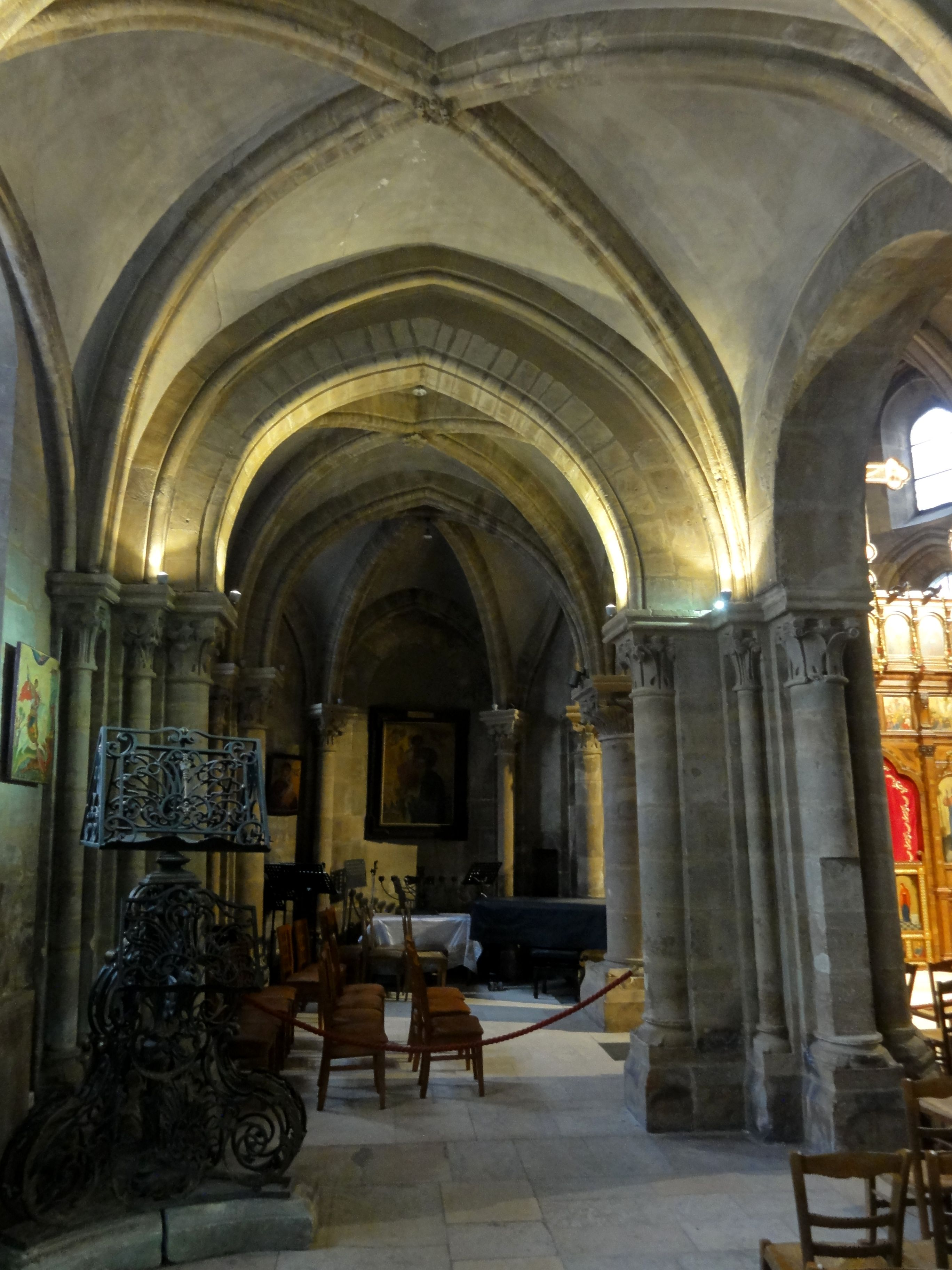
Bas-côté nord, vue vers l'est.
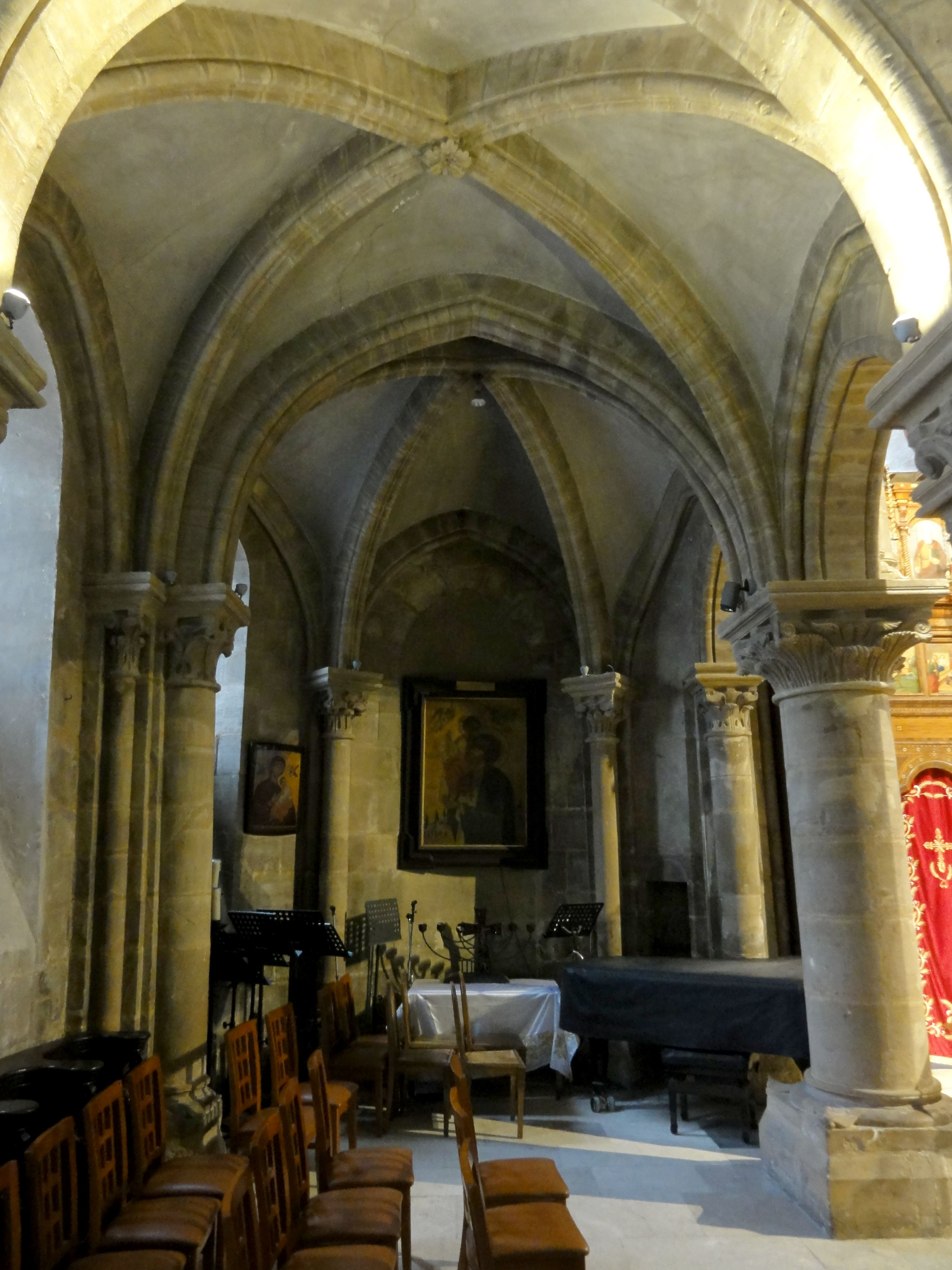
Chapelle nord, vue vers l'est.
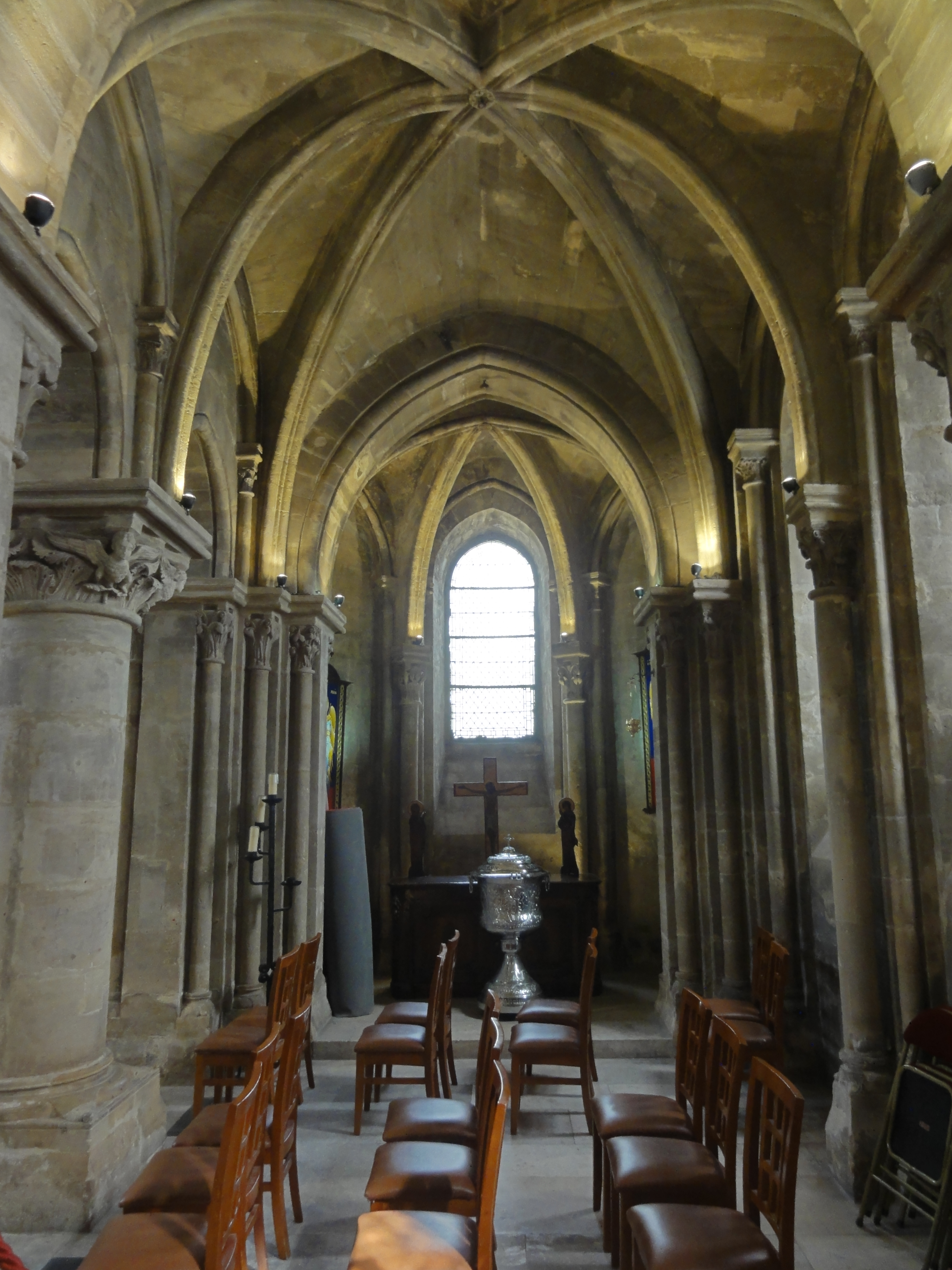
Bas-côté sud, vue vers l'est.
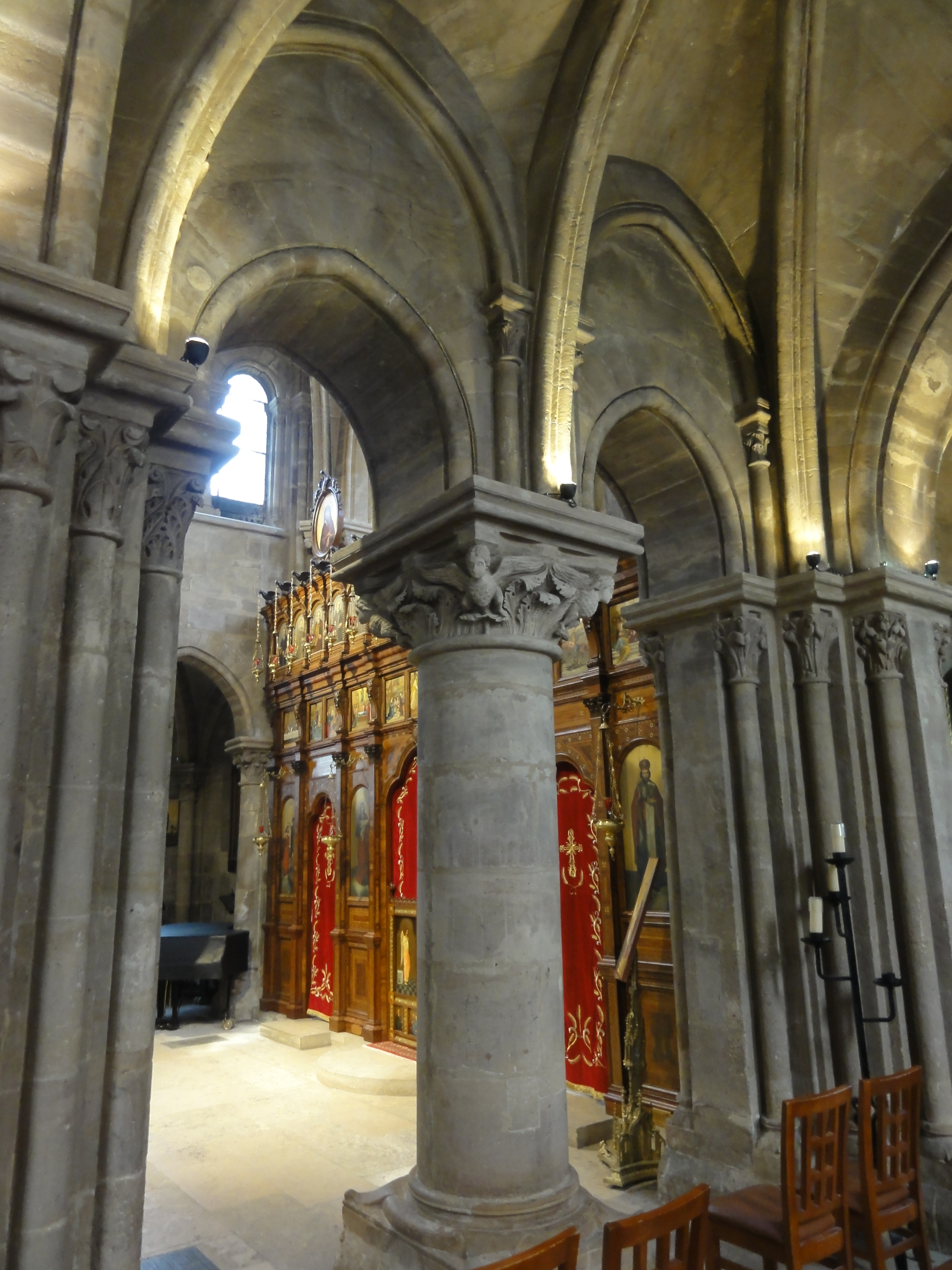
Arcades au sud du chœur.
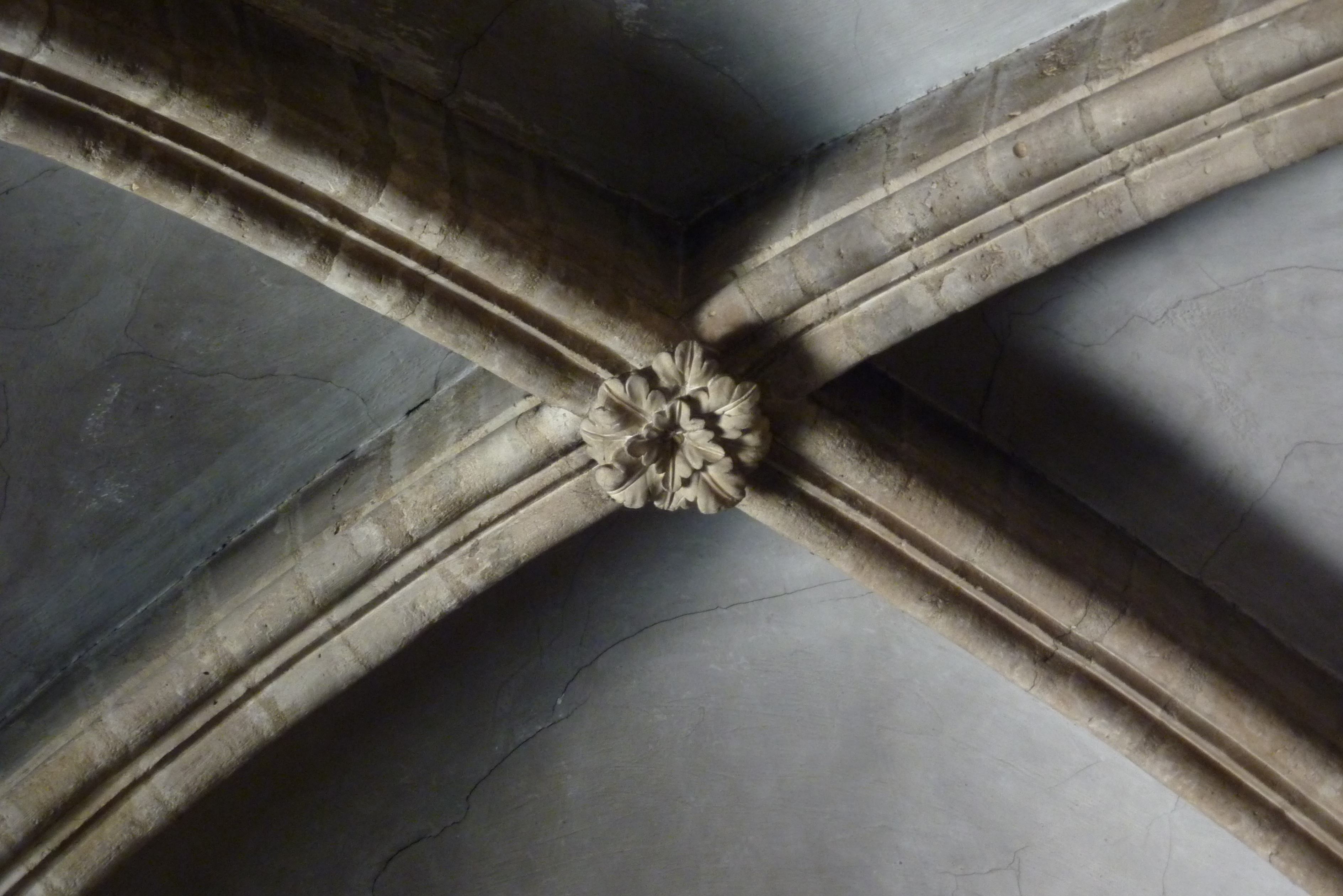
Clé de voûte.

#### Chœur et abside
Le chœur est la pièce maîtresse architecturale de l'église. Il se compose de deux parties distinctes, à savoir une double travée droite accompagnée de collatéraux et recouverte par une voûte sexpartite unique, et l'abside, sans déambulatoire et donc sans grandes arcades, recouverte par une voûte à quatre branches d'ogives rayonnant autour d'une clé de voûte centrale. 
Contrairement à ce que suggère l'aspect extérieur, l'abside est intérieurement à pans coupés, ce qui facilite le voûtement d'ogives. Des absides à seulement trois pans sont rares ; le plus souvent, l'on en compte au moins cinq, le premier et le dernier étant droits ou légèrement obliques. Les fenêtres s'alignent sur deux niveaux, ce qui est également rare pour une abside sans collatéraux ; au nord de Paris, l'église Saint-Étienne de Marly-la-Ville en offre un autre exemple. 
Les deux parties du chœur ne répondent pas tout à fait aux mêmes principes architecturaux, mais présentent néanmoins des dispositions communes. Les chapiteaux du second ordre des ogives et doubleaux se situent tous au même niveau, qui correspond au seuil des fenêtres hautes de la nef et de la partie droite du chœur. Le doubleau à l'entrée de l'abside est identique à l'arc triomphal. Les formerets ont des colonnettes plus fines, qui cantonnent les colonnettes des ogives, et ont leurs chapiteaux à un niveau supérieur,,.
Les élévations latérales de la partie droite du chœur présentent au rez-de-chaussée deux grandes arcades brisées, qui sont assez étroites au sud et n'occupent pas toute la largeur disponible entre les supports. Au nord, elles sont plus larges. Elles sont toutes moulurées de deux baguettes, séparées du méplat central par des méplats : ce même profil, déjà observé sur l'arc triomphal, le doubleau devant l'abside et les arcades occidentales des collatéraux du chœur, est du reste très courant jusqu'au début de la période rayonnante. 
Comme dans la nef, les arcades retombent au centre sur les tailloirs carrés de gros chapiteaux de piliers cylindriques isolés, alors que les chapiteaux au début et à la fin des arcades sont plus petits. La différence avec la nef est que les tailloirs des chapiteaux sont suffisamment grands pour accueillir les faisceaux de trois colonnettes de la branche d'ogives supplémentaire de la voûte, et des formerets. Cette disposition est directement inspirée de la nef de Notre-Dame, où règne également le voûtement sexpartite. 
Les gros chapiteaux eux-mêmes sont des chefs-d'œuvre. Ils dérivent de l'ordre corinthien et sont dominés par la feuille d'acanthe. Au sud, des harpies apparaissent aux angles, et l'on remarque avec quel soin leurs détails ont été traités. Les têtes sont celles de femmes ; les corps sont emplumés, munis d'ailes déployées, et les pattes sont armées de griffes. Au nord, la composition est presque exclusivement végétal, avec des volutes d'angle, et les feuilles appliquées sur le milieu de chaque face sont perlées. Comme dans la nef, un bandeau torique court au niveau du seuil des fenêtres hautes et des chapiteaux du second ordre. Chaque travée est éclairée, de chaque côté, par deux lancettes gémelées, qui s'ouvrent entre trois colonnettes à chapiteaux. Ces chapiteaux sont situés directement à côté des chapiteaux des formerets, ce qui est d'un bel effet. Le mur au-dessus des fenêtres, sous la lunette de la voûte, forme comme un tympan, car semblant uniquement reposer sur les trois colonnettes de la paire de fenêtres. Cette disposition rappelle le triforium du chœur de Saint-Leu-d'Esserent. Les fenêtres au sud sont plus étroites et plus aiguës que celles du nord. Quant à la voûte, ses ogives sont au profil d'une arête entre deux tores, qui existe également dans les bas-côtés, et la clé de voûte est une rosace formée par des feuilles et des fruits, accompagnée de deux têtes, l'une vers l'ouest et l'autre vers l'est. Avec la décoration des fenêtres hautes en moins, la partie droite du chœur de Saint-Julien-le-Pauvre a été reproduite à Beaumont-sur-Oise,,,.
Dans l'abside, les fenêtres hautes ne sont pas décorées, comme dans la nef, mais en revanche, les fenêtres basses le sont de façon plus abondante. Chacune est en effet cantonnée de deux groupes de trois colonnettes à chapiteaux : une à l'angle, une devant les piédroits, à l'intérieur de l'arcade de la fenêtre, et une devant le mur de l'abside. Ces chapiteaux ont pour tailloir une tablette moulurée, qui se continue jusqu'aux faisceaux de colonnettes de la voûte. Les archivoltes des fenêtres sont garnies d'un gros et d'un petit tore dégagés, et touchent presque au glacis au seuil des fenêtres hautes. Les ogives de la voûte sont au même profil que sous la voûte sexpartite, mais la clé ne présente qu'une seule tête. Au total, le baron Ferdinand de Guilhermy a compté plus de cent cinquante chapiteaux dans l'église, dont plus que les trois quarts dans le chœur, tous différents. Ce nombre important atteste le soin avec lequel fut construit l'église. 
La plupart des chapiteaux représentent la feuille de nénuphar. Émile Lambin dit qu« elle est magistralement traitée et ses motifs rapellent celles de Notre-Dame. Ce sont les mêmes artistes qui ont dû faire la sculpture de la grande cathédrale et de la petite église. Il y a dans la sculpture de Saint-Julien-le-Pauvre une science de composition et une perfection d'exécution qui ne permet pas d'en douter ». Sur les chapiteaux de l'arc triomphal, du doubleau vers l'abside et à l'intérieur de l'abside, le nénuphar est mêlé à l'arum et à la fougère. Toujours selon Émile Lambin, « l'aspect de ce sanctuaire est simple et sévère. On ne saurait trop admirer la pureté et la simplicité de ses lignes ». L'avis du baron Ferdinand de Guilhermy va dans le même sens : « L'aspect de cette partie de l'église est d'un noble caractère. Avec les moyens les plus simples et sur des dimensions très restreintes, l'architecte qui l'a construite a obtenu un grand effet. C'est une preuve en plus en faveur des ressources que présente l'art du Moyen Âge ». Depuis l'installation de l'iconostase, l'effet de l'abside a été oblitéré, et le chœur manque maintenant de profondeur. Le maître-autel n'est plus visible. Armand Le Brun le décrit ainsi : « L'autel majeur est décoré d'un bas-relief en pierre, œuvre du XIVe siècle. On y voit le Christ en croix, ayant à ses côtés la sainte Vierge et saint Jean, et deux personnages costumés, l'un en moine, l'autre en religieuse coiffée du capuce ; on croit que ces deux figures représentent le changeur Oudart de Mocreux et sa femme, qui firent reconstruire l'église de l'hôtel-Dieu vers 1380 »,,.

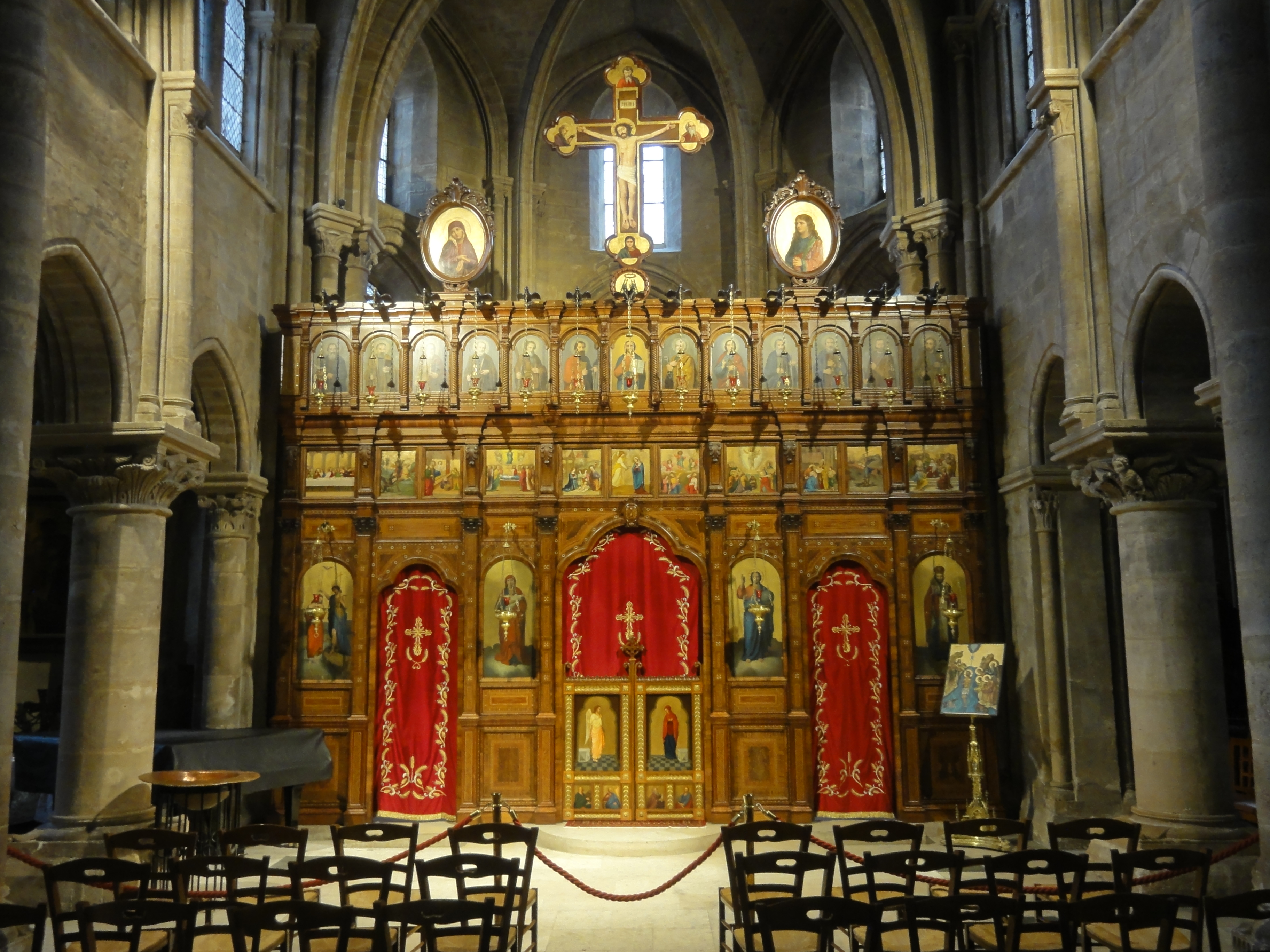
Iconostase.
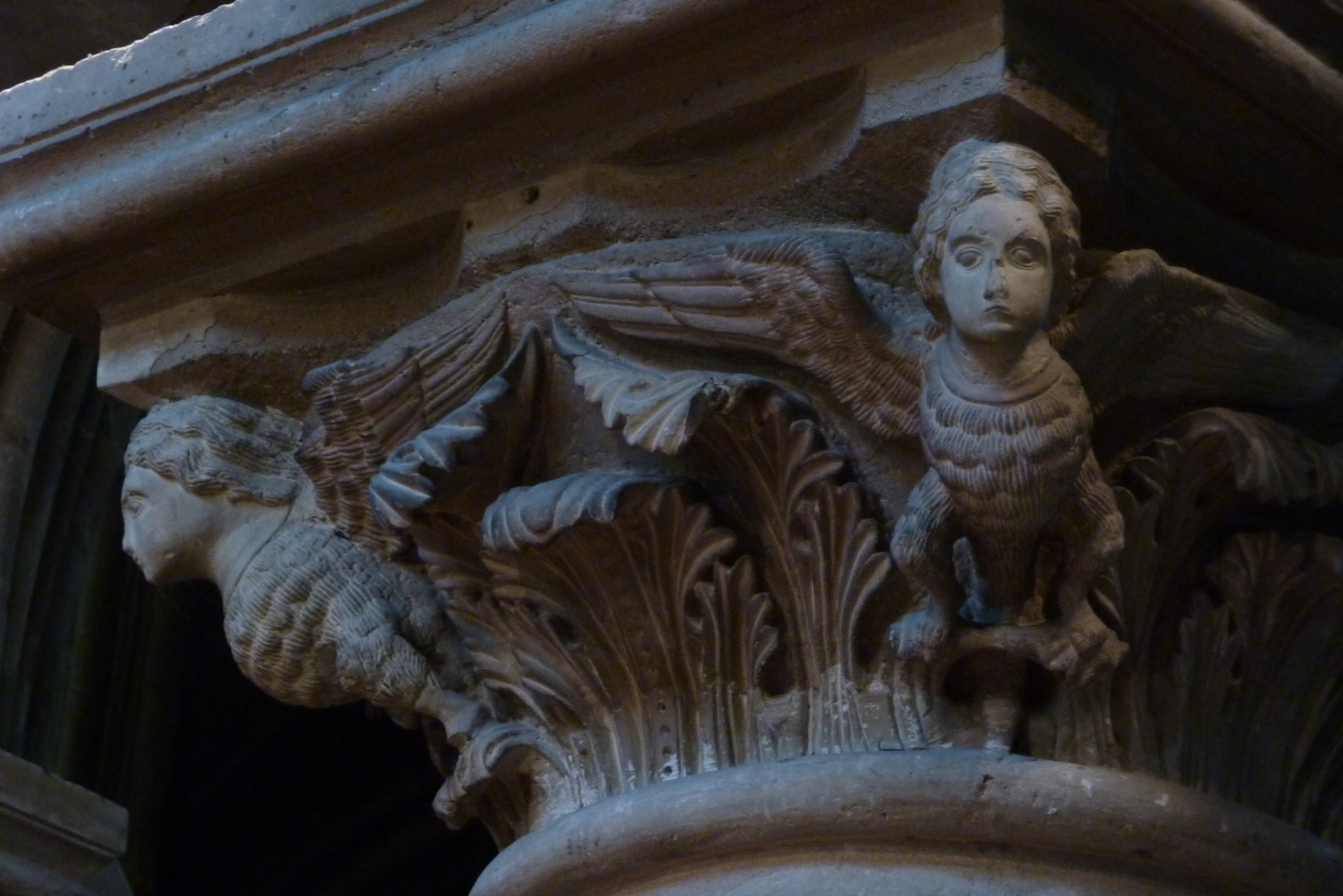
Chapiteau central au sud.
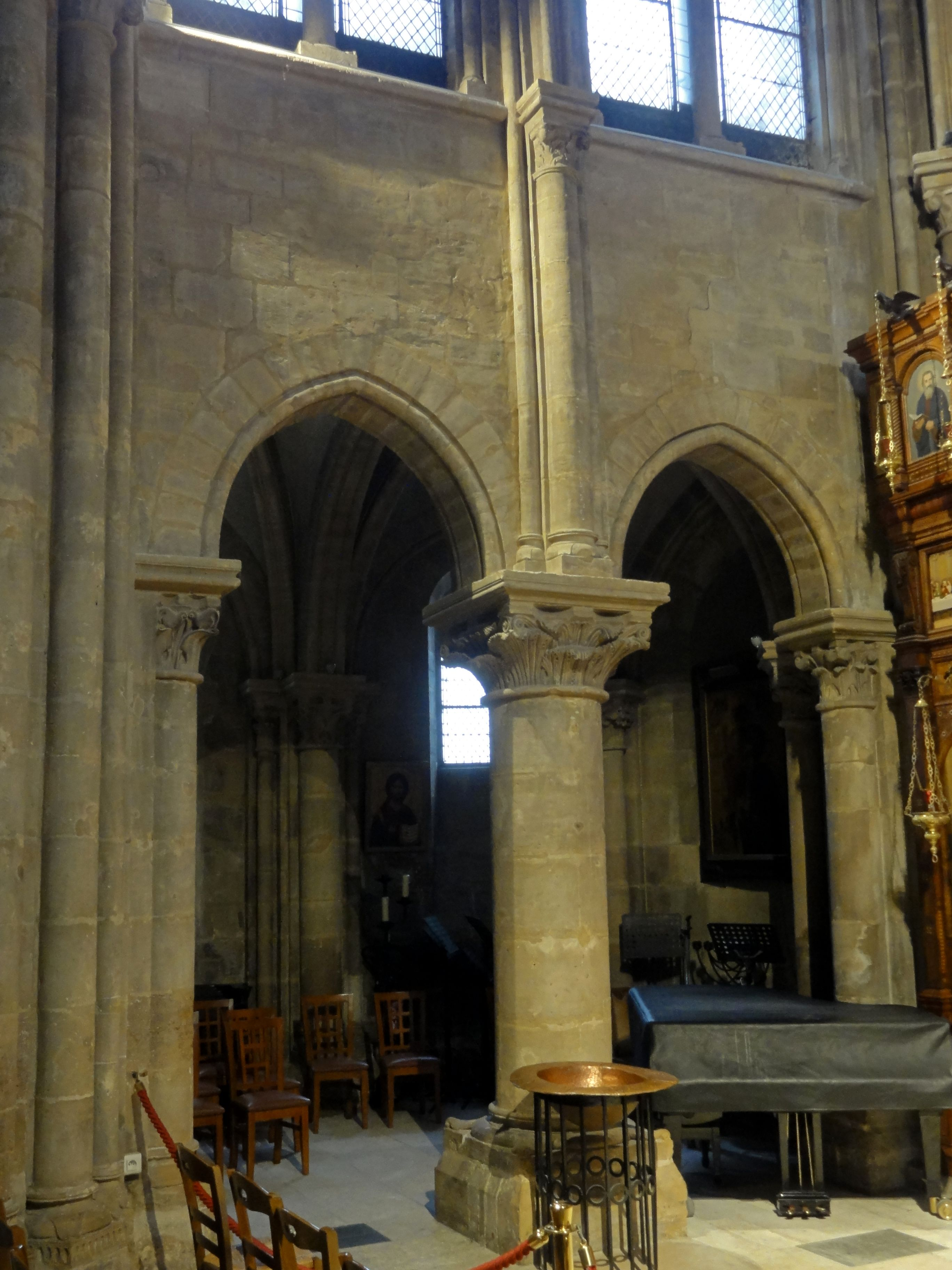
Grandes arcades du nord.
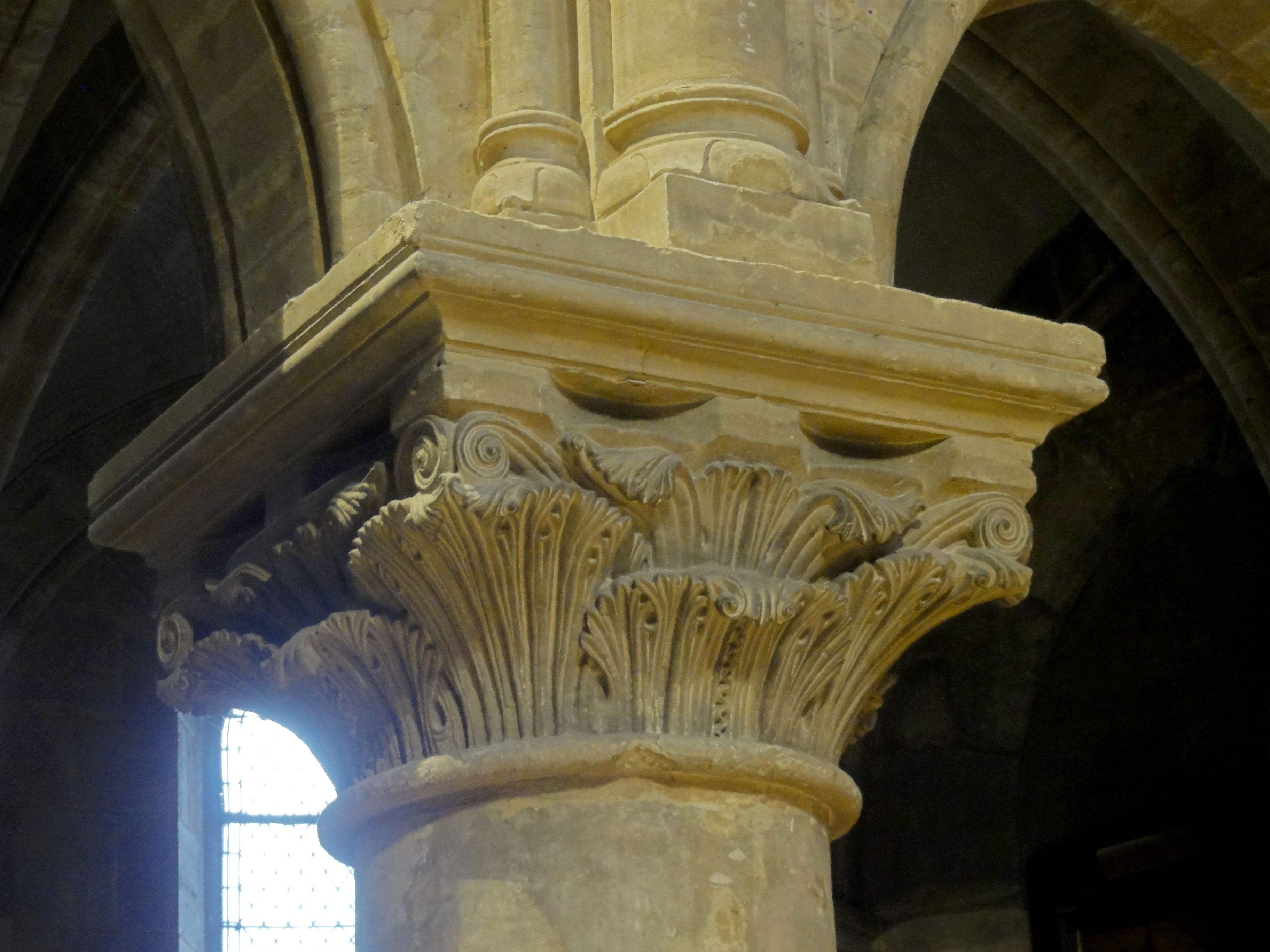
Chapiteau central au nord.
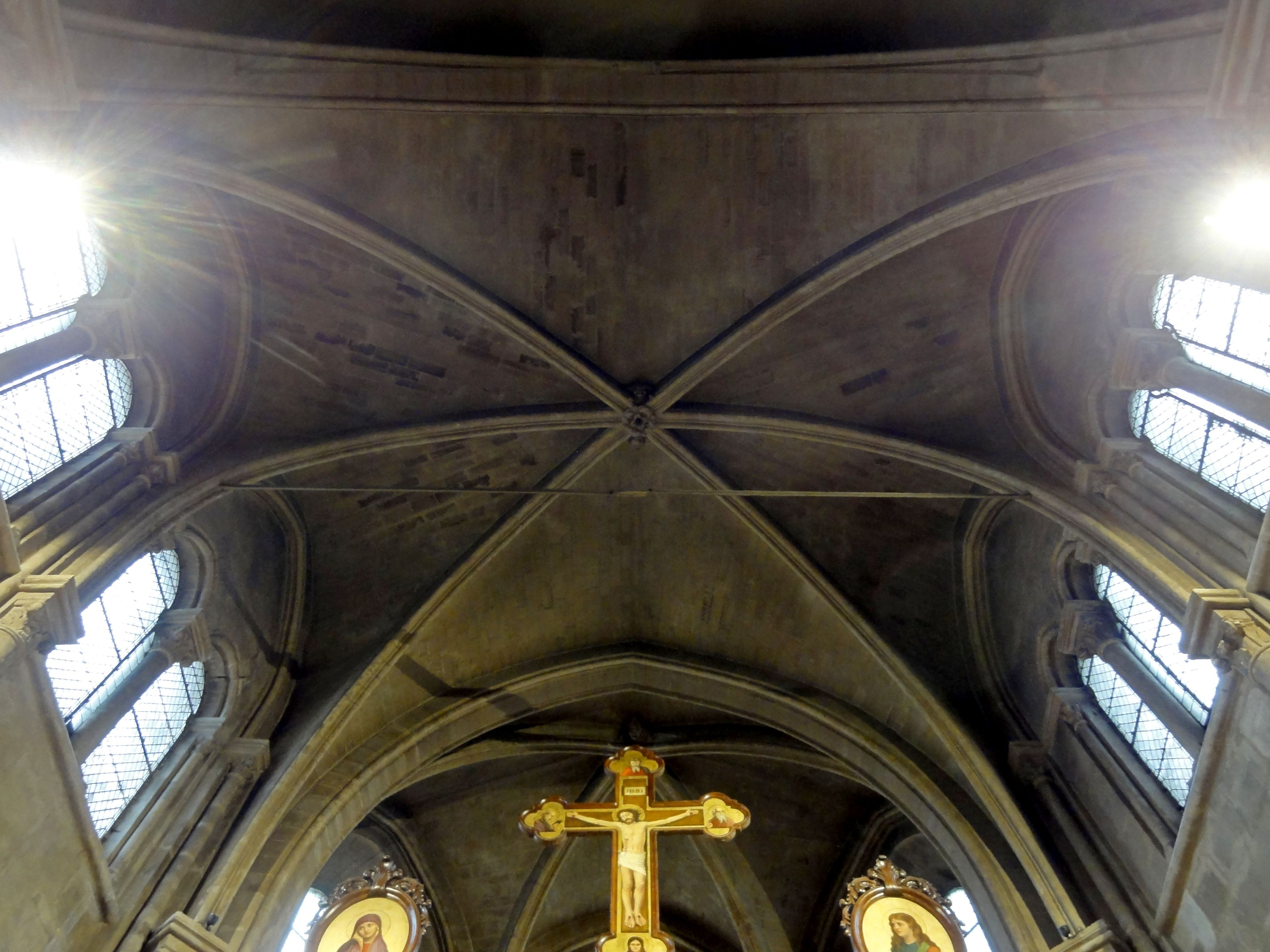
Voûte sexpartite.

### Extérieur

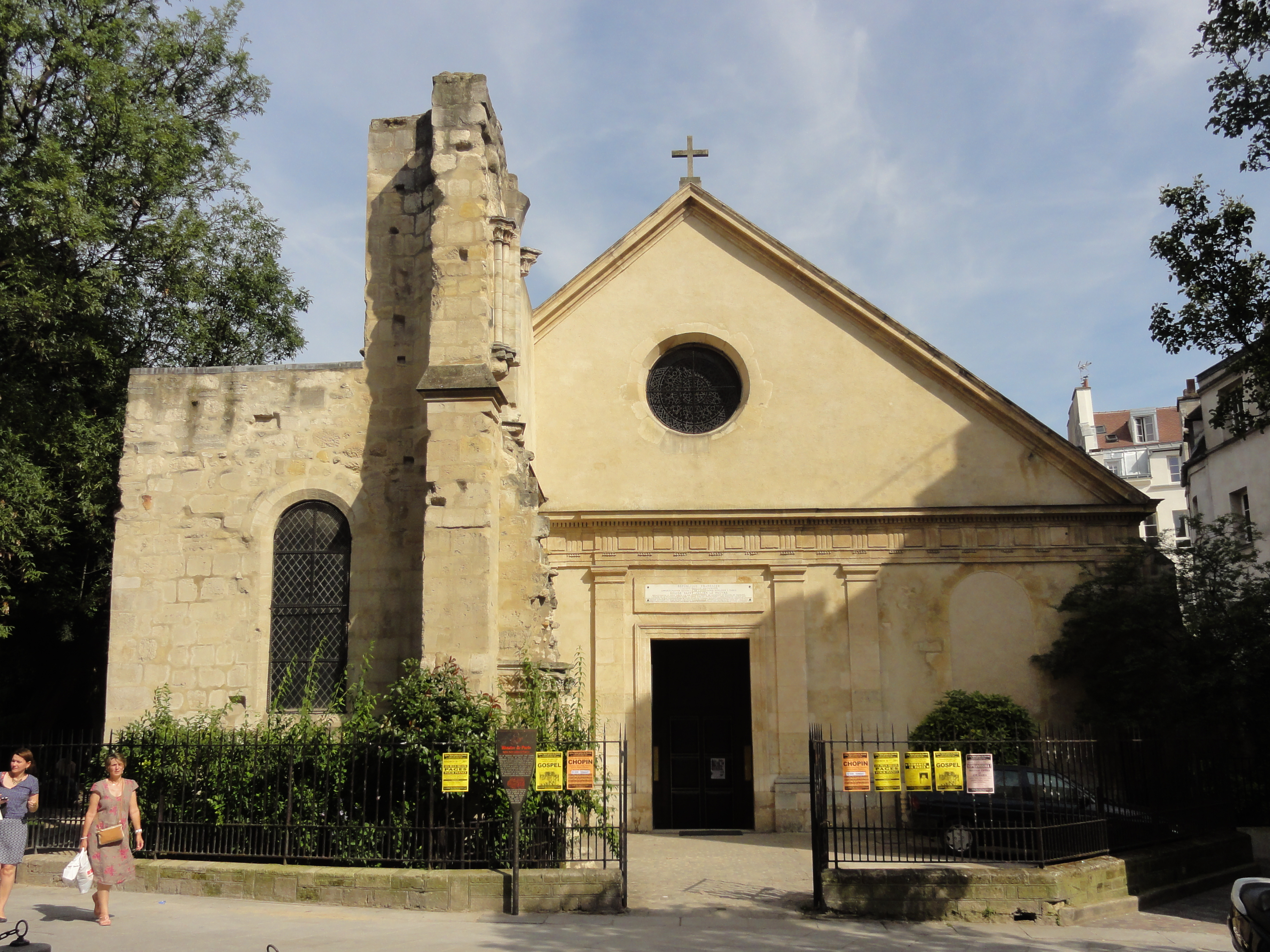
Façade occidentale.

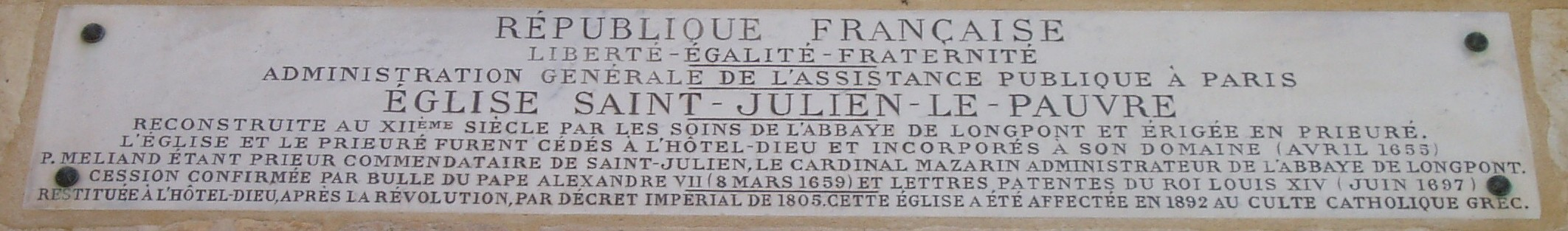
Plaque au-dessus du portail.

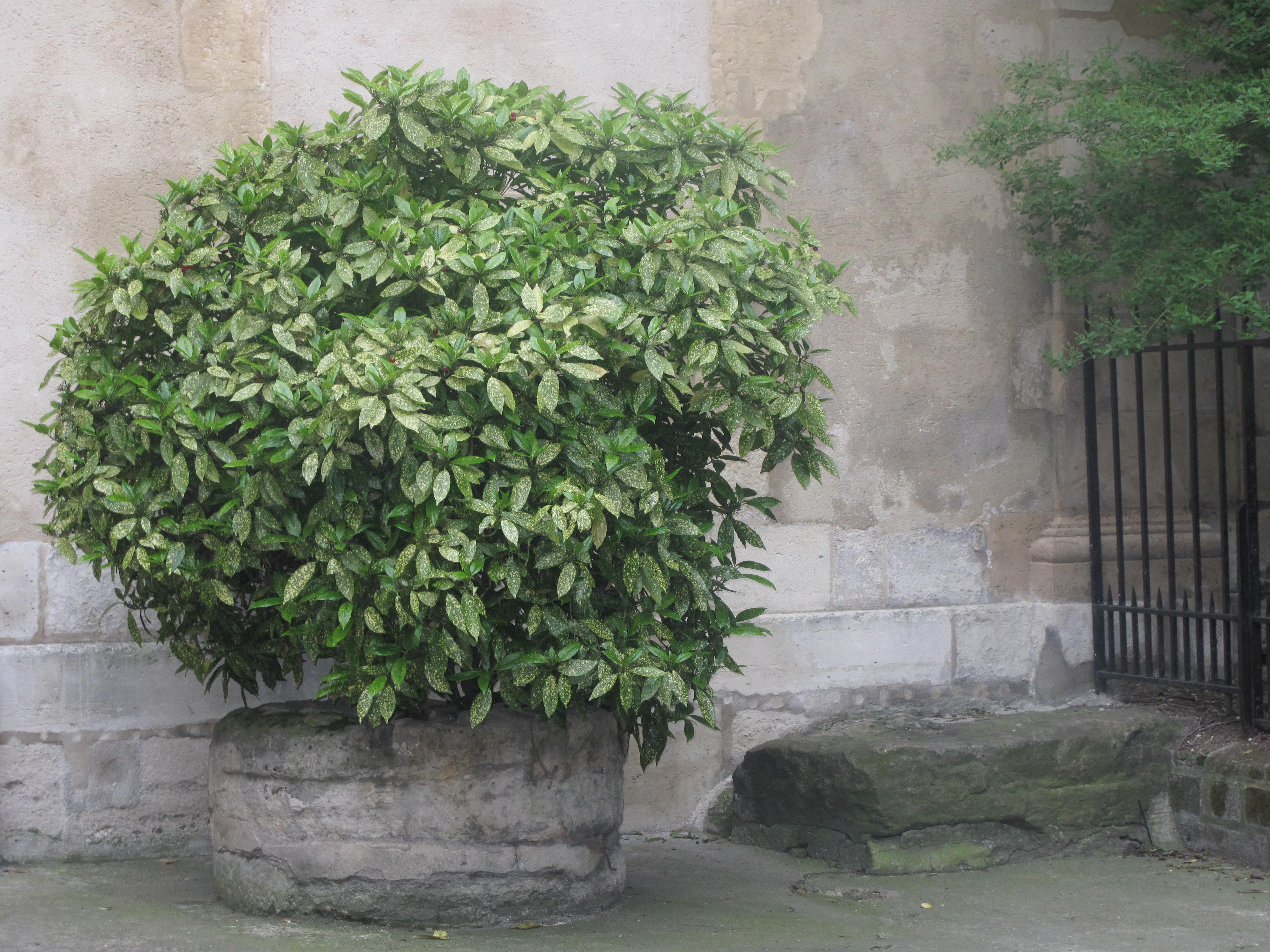
Vieux puits et dalle portail.

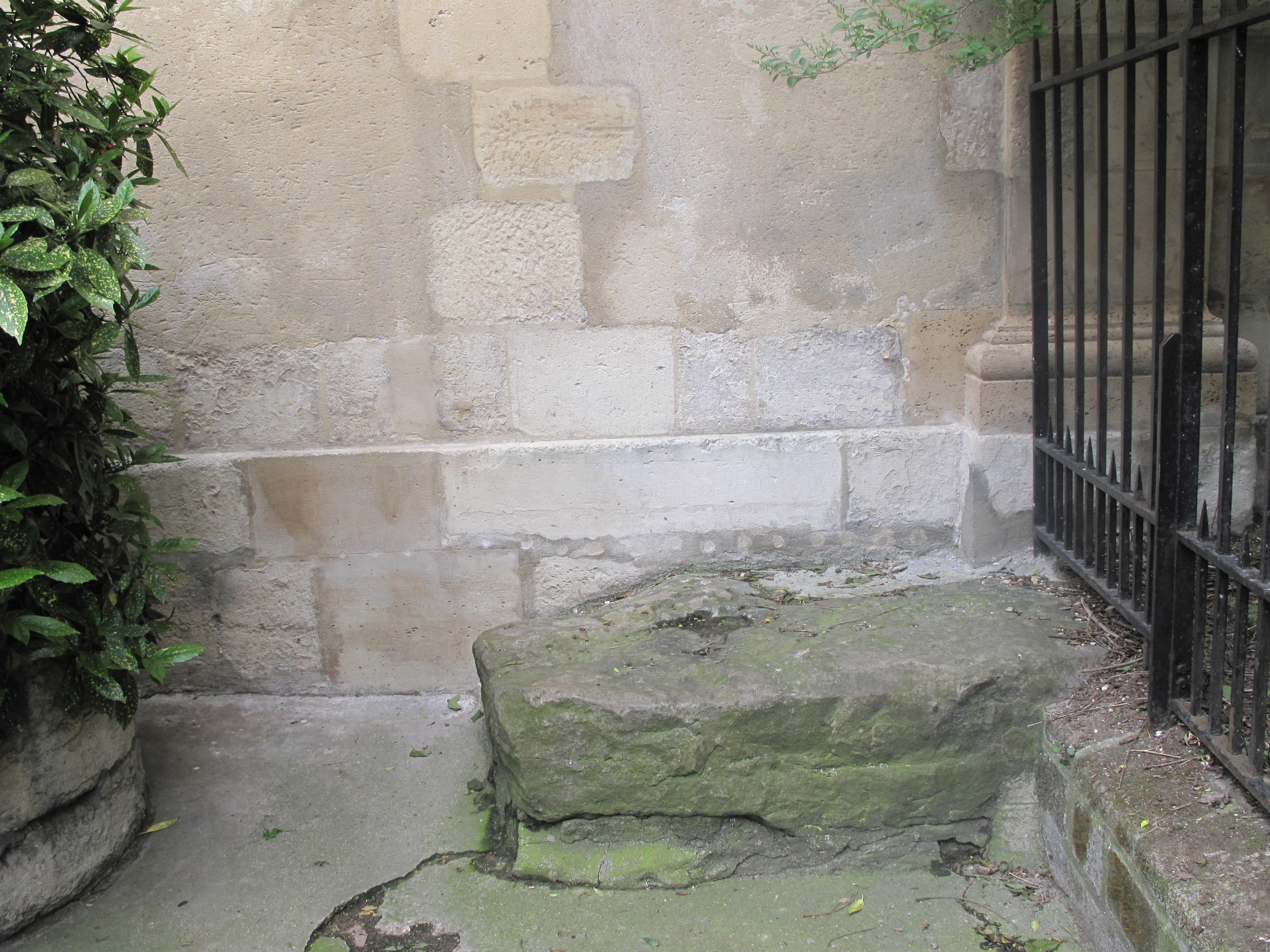
Dalle romaine, vue de détail.

Jusqu'à la démolition des immeubles sur l’îlot de Saint-Julien-le-Pauvre en 1928 et l'aménagement du square René-Viviani qui s'ensuivit, l'ancien enclos prieural existait encore, et l'église était complètement enclavée dans un pâté d'immeubles : l'on y accédait par la cour du no 11 rue Saint-Julien-le-Pauvre, ou par la cour du no 33 rue de la Bûcherie. Jusqu'aux années 1880, l'entrepôt d'un tonnelier était même accolé à la façade de 1651, dont pratiquement plus rien n'était visible. 
La façade proprement dite est précédée, à gauche, par l'actuelle sacristie, qui fait largement saillie et va presque jusqu'à la rue. Il s'agit des deux premières travées du bas-côté nord, qui ont été conservées, contrairement aux travées correspondantes de la nef et du bas-côté sud. Des travées démolies de la nef, ne reste que le mur haut côté nord, le contrefort à gauche de la façade, et l'amorce de celle-ci. La première travée du bas-côté nord est souvent considérée comme la souche de l'ancien clocher, mais Armand Le Brun souligne déjà qu'aucune source historique ne permet de l'affirmer, et l'architecture n'indique pas non plus l'existence ancienne d'un clocher à cet endroit, même si l'état actuel de la sacristie est en grande partie celui qu'on lui a donné en 1651. 
Au sud, vers le parvis, existent néanmoins les deux premières grandes arcades du nord, bouchées depuis 1651. Ses piliers sont considérés comme romans, mais le mur paraît tout à fait moderne. Plus intéressants sont les vestiges de l'ancien portail et de l'ancienne façade. Le portail devait être assez profond, mais entièrement compris dans l'épaisseur du mur, qui était allégé par une galerie de circulation au premier étage. On y accédait par les combles du bas-côté ; une cage d'escalier devait exister quelque part. De la première baie de la galerie, subsistent deux colonnettes à chapiteaux côté parvis, et deux chapiteaux ayant perdu leurs colonnettes, ainsi qu'une colonnette, côté intérieur. Armand Le Brun pense que la galerie était ouverte vers l'extérieur. Autrement, ce serait un exemple précoce d'une claire-voie ou d'un triforium ajouré, comme à Brie-Comte-Robert, Bury et Église Notre-Dame de Taverny, mais pas avant le second quart du XIIIe siècle. Quoi qu'il en soit, il ne fait pas de doute que la façade démolie en 1651 était gothique, et donc plus récente que la nef si l'on admet qu'elle est romane ou proche de l'architecture romane. Albert Lenoir la date du XIIIe siècle. Les baies de la galerie devaient être au nombre de trois et former un triplet ; autrement, la première baie n'aurait pas été contiguë au mur gouttereau nord. Pour venir au portail, l'on en voit encore une partie de l'imposte moulurée et sculptée de gauche, qui remplissait la fonction des chapiteaux pour les grêles colonnettes appareillées, dont quatre spécimens sont toujours visibles,,,.
Une dalle de l'ancienne voie romaine de Lutèce à Orléans se trouve en bas à droite de la façade. On y trouve également la margelle d'un ancien puits, qui n'a apparemment pas changé de place, et qui se trouvait donc jadis à l'intérieur de l'église. À Saint-Germain-des-Prés, un puits existait également dans le sanctuaire, et à Saint-Sulpice-de-Favières, on en trouve toujours un dans l'ancien chœur roman. Un second puits, recouvert par une dalle, existe par ailleurs devant l'abside ; il avait la réputation d'être miraculeux. Le plus vieil arbre de Paris, le Robinier du square René-Viviani planté en 1601 ou 1602 par le botaniste Jean Robin (botaniste) (1550-1629) se trouve à proximité, dans ce square qui occupe l'ancien enclos prieural.
La façade de 1651 appartient au style de la Renaissance tardive. Elle est dominée par un grand pignon presque nu, ajouré d'un oculus rond, et décorée par un entablement avec architrave, frise à biglyphes et gouttes et corniche à denticules. La porte rectangulaire est flanquée par deux paires de pilastres ioniques, et son linteau porte une plaque de marbre avec une inscription. Les murs hauts de la nef ont perdu leur caractère lors de l'une des restaurations, mais sinon, les élévations latérales et le chevet n'ont guère évolués depuis les années 1170 et sont largement authentiques, sauf au sud. Ils présentent un style austère, mais les formes sont harmonieuses et bien proportionnées, et l'ensemble est appareillé soigneusement en pierres de taille. Les bas-côtés et chapelles latérales du chœur, dont il a déjà été dit qu'ils sont homogènes, sont épaulés par des contreforts de section carrée, qui s'amortissent par des glacis. Le contrefort nord-est de l'absidiole nord n'a pas été construit ; l'on en voit juste la fondation. L'architecture romane privilégiait des contreforts plats. Les arcs des fenêtres sont surmontés d'un bandeau doublement biseauté, qui se continue latéralement au niveau des impostes. 
Le chœur est consolidé par des contreforts à ressauts caractéristiques du style gothique primitif, même si la forme en hémicycle des absides relève de la tradition romane. Les fenêtres hautes de la partie droite du chœur s'inscrivent deux par deux dans des arcs de décharge brisés, et leur trumeau porte un chapiteau. Un bandeau horizontal court au-dessus. Il se situe à un niveau supérieur que le bandeau, plus fin, présent sur l'abside. Analogue au bandeau des fenêtres des bas-côtés et chapelles, il s'infléchit au-dessus des arcs des fenêtres. Les grandes baies du rez-de-chaussée de l'abside sont décorées pareillement, et en plus, un bandeau supplémentaire court tout autour au niveau du seuil de ces fenêtres, en incluant les contreforts. Les murs des bas-côtés, des chapelles et du chœur se terminent par des corniches de modillons. Reste à mentionner une particularité à l'intersection entre bas-côté sud et chapelle de la Vierge : c'est une petite tourelle hexagone, qui sert aujourd'hui de clocher et abrite l'unique cloche de l'église, qui sonne en Do 4 et date de 1640 (classée au titre objet). Selon Armand Le Brun, ce serait une ancienne tourelle d'escalier, qui permettait d'accéder à la petite flèche assise sur la toiture que l'on peut distinguer sur des plans anciens.

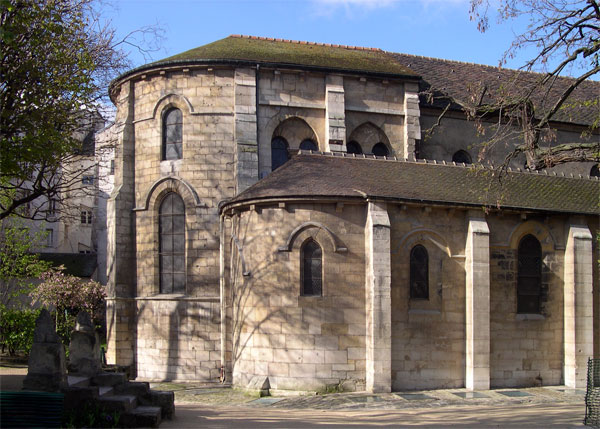
Le chevet.
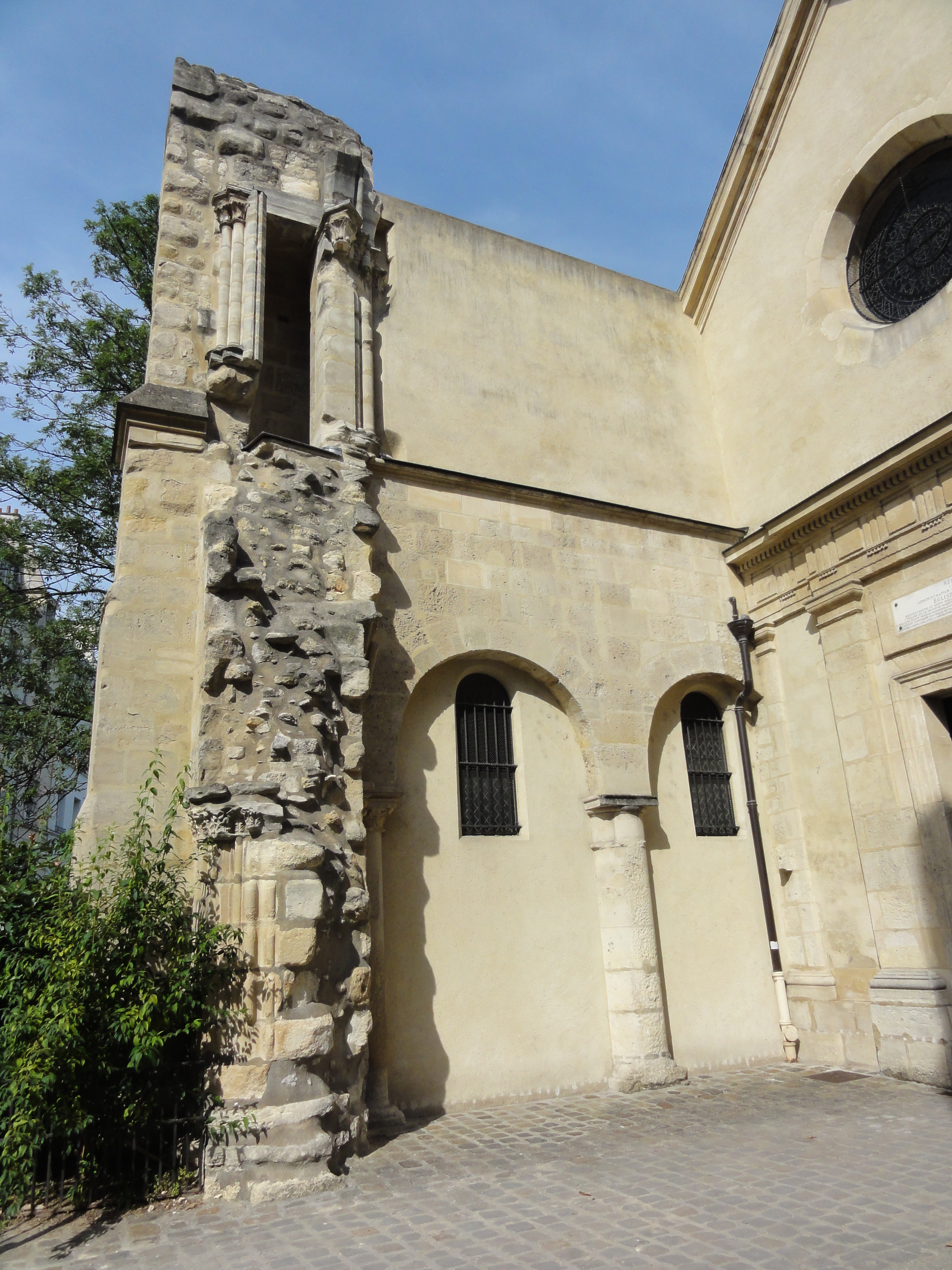
Vestiges des deux premières travées de la nef.
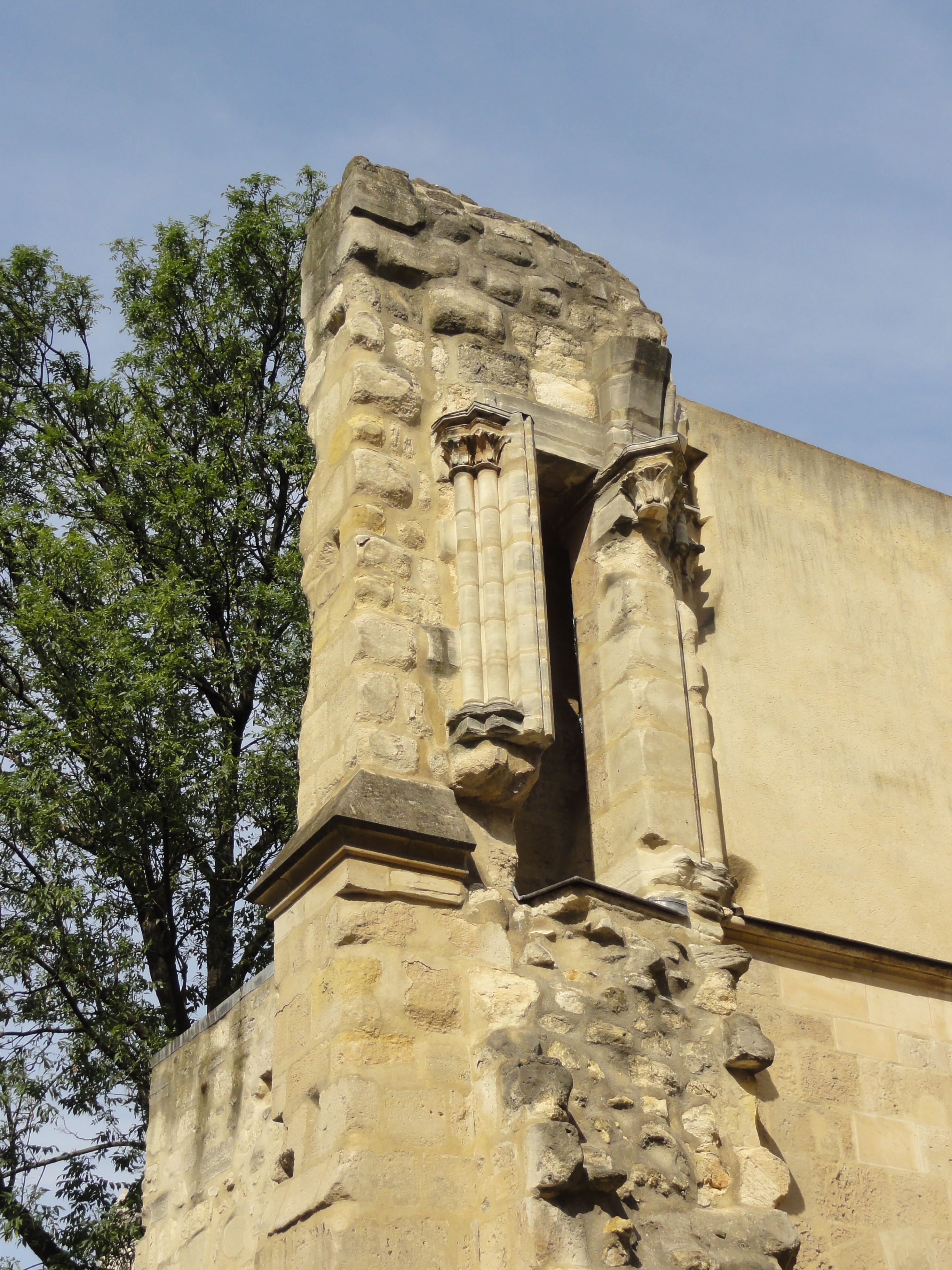
Vestige de la claire-voie.
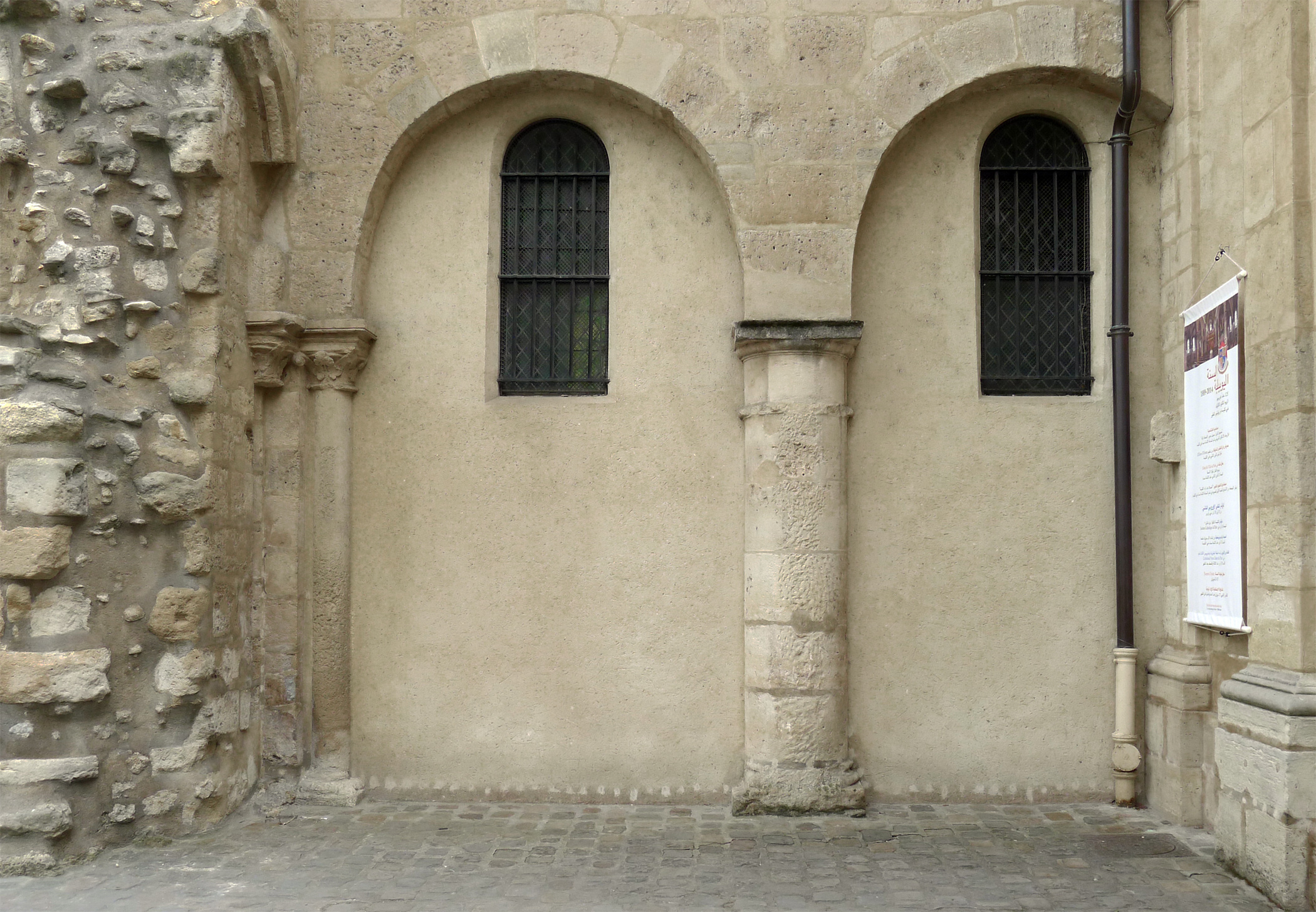
Les deux premières arcades du nord.
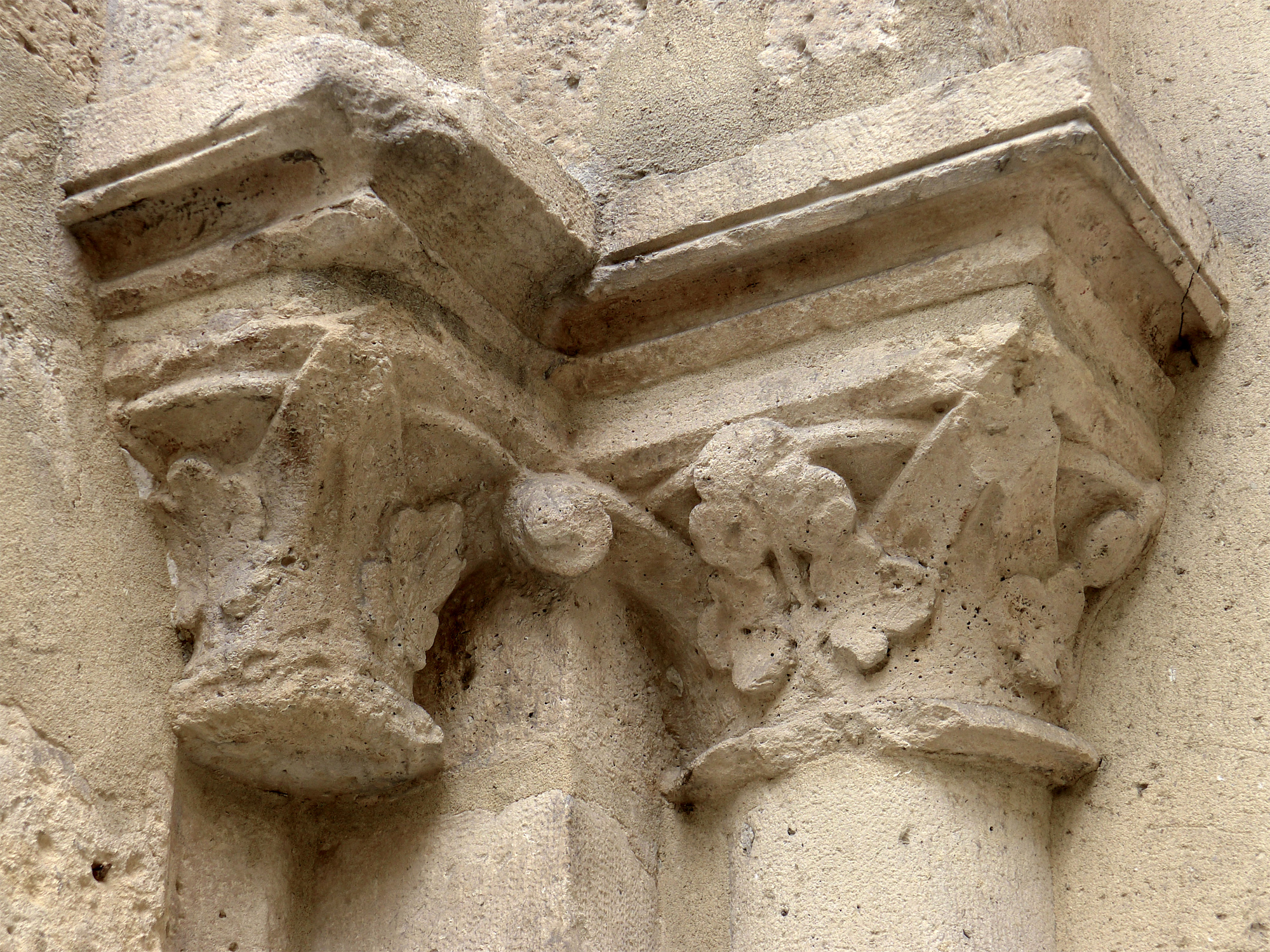
Chapiteaux au début de la première grande arcade.

## Mobilier
Dans le bas-côté sud, l'on a remonté au XVIIIe siècle le monument funéraire pour honorable et sage maistre Henri Rousseau, jadis avocat en Parlement et seigneur de Chaillot, provenant de la chapelle démolie Saint-Blaise-et-Saint-Louis. C'est un bas-relief de 1445, sur lequel le défunt est représenté couché et enveloppé dans un linceul, et adressant au Christ en croix au-dessus de lui une prière en latin, écrit sur un phylactère, en partie effacé. Le monument présente des traces de polychromie, est encadré par des moulures et des écussons, et accompagné d'une épitaphe en français, toujours bien lisible,.
La Vierge à l'Enfant dans le bas-côté sud de la nef est une œuvre de qualité. Ses caractéristiques, et notamment la grâce de son attitude et la richesse des draperies, semblent indiquer le XVIIe siècle. La statue provient de la chapelle Saint-Blaise-Saint-Louis, comme le prouve la délibération du bureau de l'ancien hôtel-Dieu du 16 novembre 1745.
Dans le bas-côté nord, on trouve un lutrin en fer forgé de l'époque de Louis XIV, provenant de l'hôpital Bicêtre et classé monument historique au titre objet.

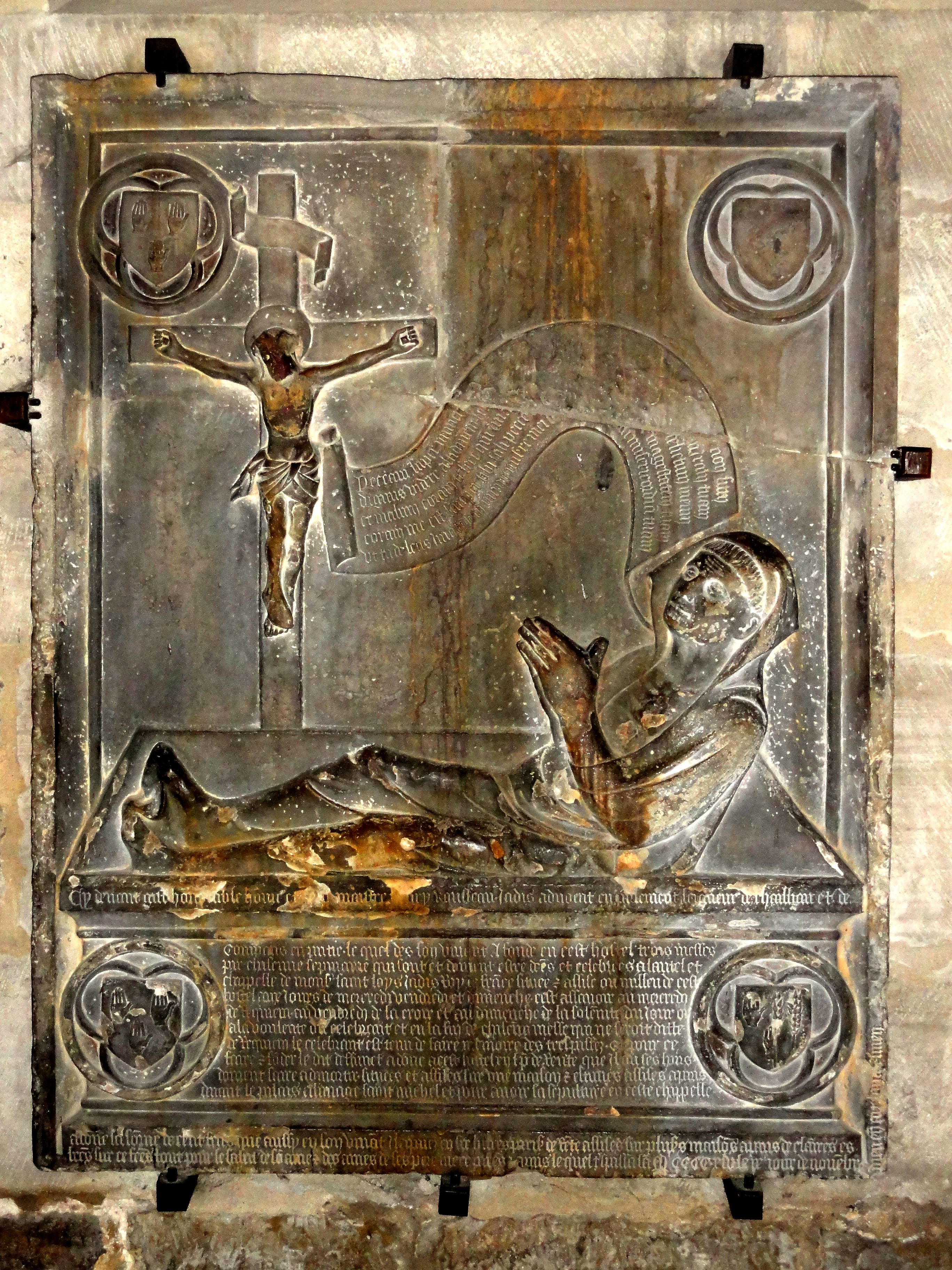
Tombeau d'Henri Rousseau.
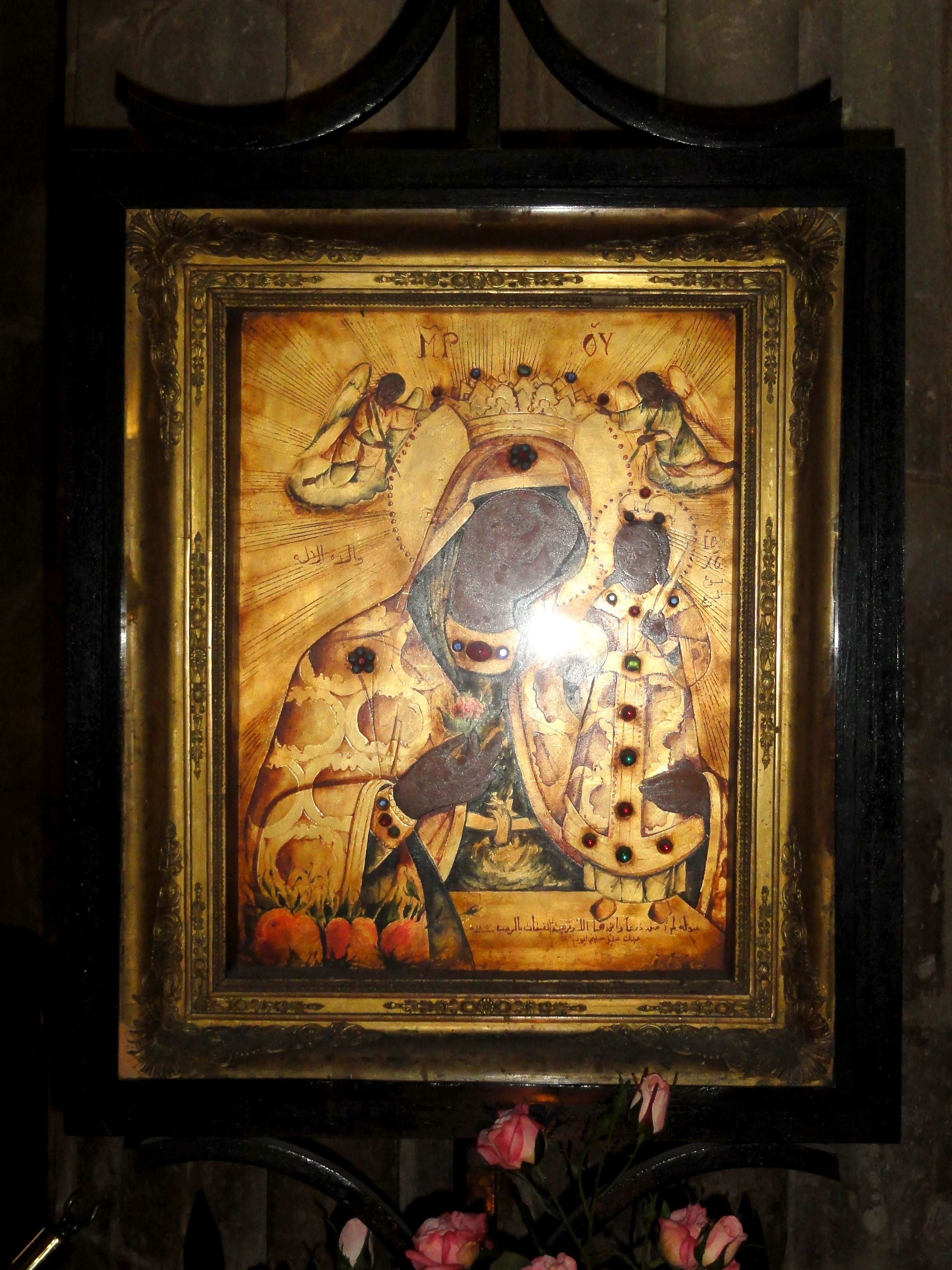
Icône - Vierge à l'Enfant.
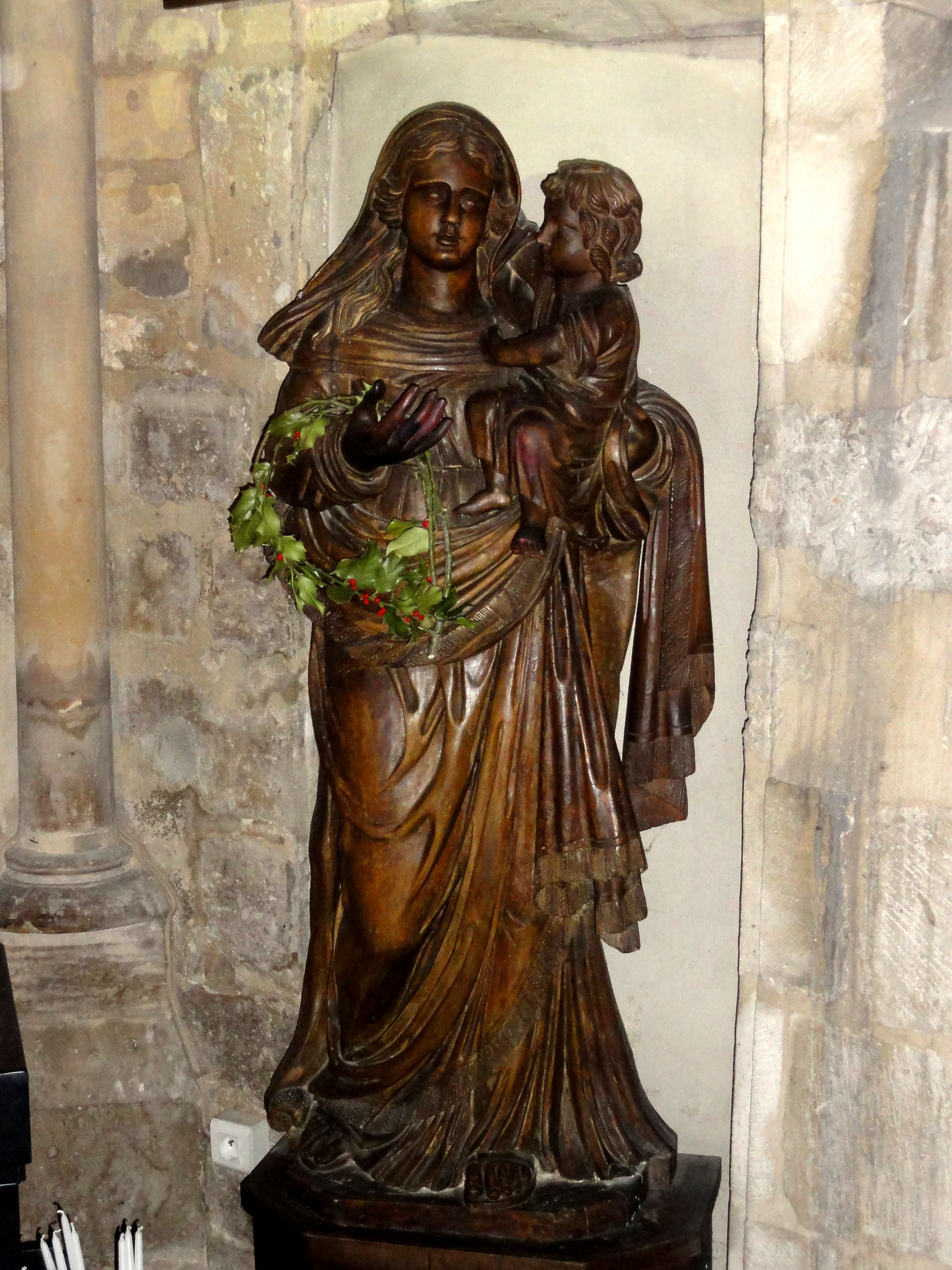
Statue - Vierge à l'Enfant.
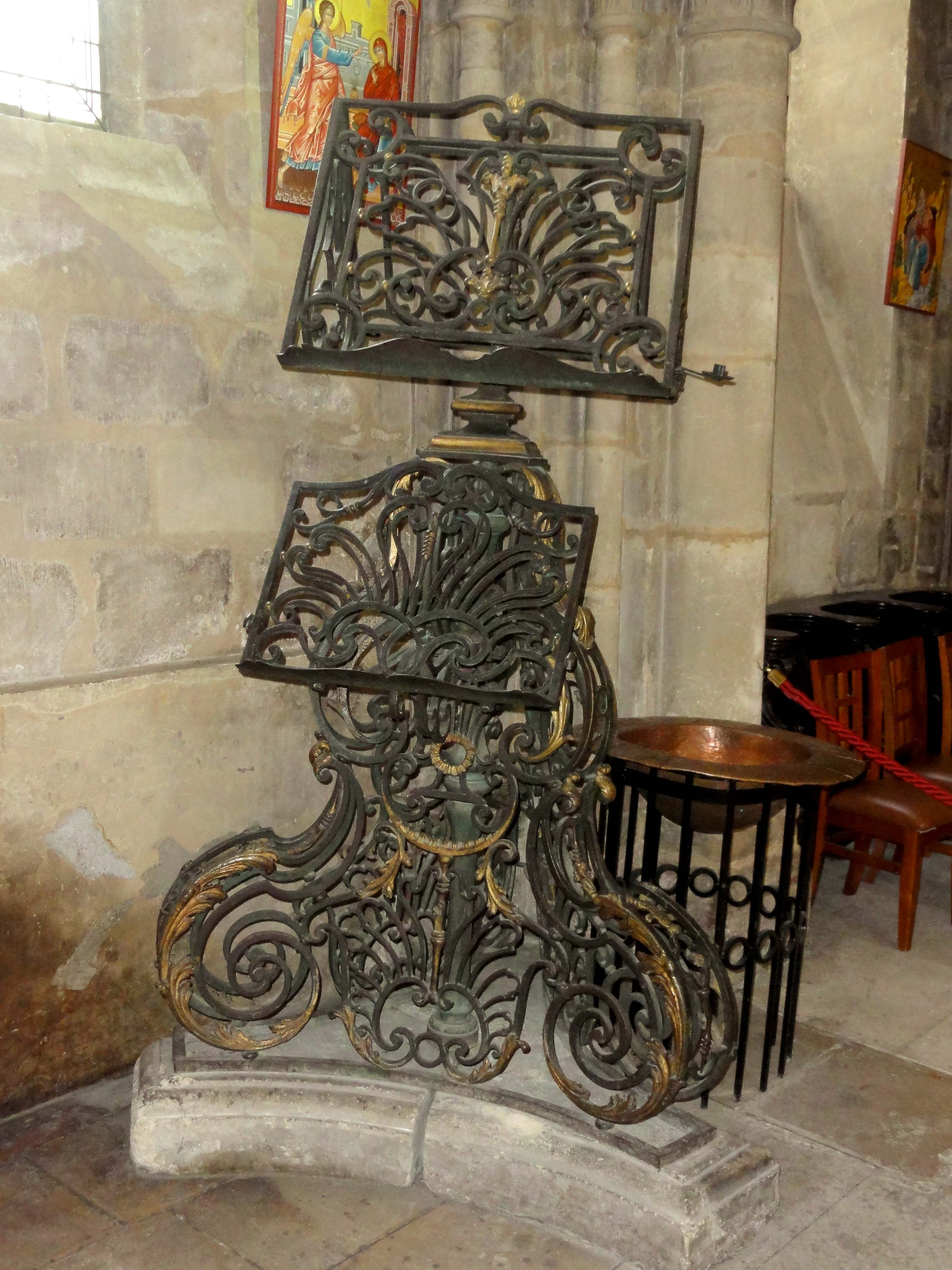
Lutrin en fer forgé.
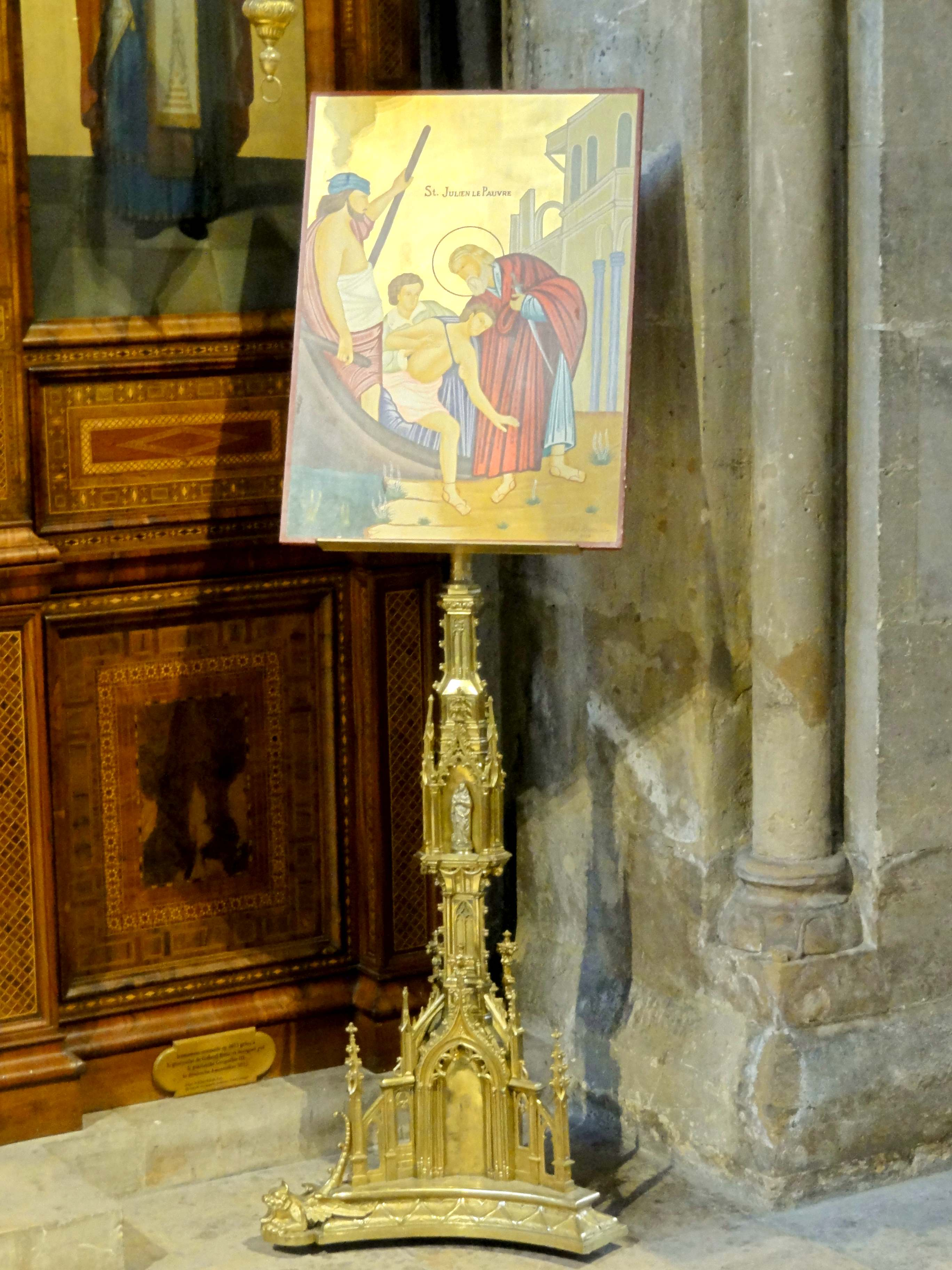
Icône de Saint-Julien.

## L'église comme lieu de tournage
- L’entrée de l’église est utilisée dans la série télévisée Sœur Thérèse.com pour représenter l’entrée du couvent[36].
- L'église a été également utilisée à plusieurs reprises dans la série Highlander[37].
- Une scène, vers la fin du film Quand je serai petit (2012) de et avec Jean-Paul Rouve, est tournée dans l'église.
- Plusieurs scènes du spin-off de La casa de papel Berlin (2023) y sont tournées, car elle possèderait un accès aux catacombes de Paris[38].